# もーれつア太郎
『もーれつア太郎』（もーれつアたろう）は、『週刊少年サンデー』（小学館）の1967年48号から1970年27号、および『コミックボンボン』（講談社）の1990年4月号から1991年1月号、『テレビマガジン』（講談社）の1990年5月号から1991年1月号に連載された、赤塚不二夫とフジオ・プロによる日本の漫画作品である。2度にわたるテレビアニメ化と単発でのテレビドラマ化が行われた、『おそ松くん』『天才バカボン』と並ぶ赤塚3大ヒット作の一つである。

## 概要

### あらすじ
江戸っ子気質が色濃く残る東京下町を舞台にした、人情ものの雰囲気を持つギャグ漫画。ア太郎、デコッ八、×五郎（ばつごろう）、両目つながりのおまわりさん、ニャロメ、ココロのボスとその子分たち、ブタ松、天国の神様とその弟子などの個性あふれる登場人物が物語に登場する。
主人公ア太郎の母は亡くなり、父の×五郎と二人暮らし。×五郎は、八百屋を営むが易に凝った困り者。店の切り盛りはア太郎がしている。もっとも、たまたまア太郎が店を留守にしたときから、×五郎が人が変わったように仕事に精を出すようになって大助かり。しかし×五郎は、ある日子供が木に引っかけた風船を取ってやろうとして木から落ちて死んでしまう。そのためア太郎は、家業の八百屋「八百×」を継ぐ事になる。そんななか、ふとした縁で出会った少年デコッ八は、ア太郎の健気さと男気を認め、彼の子分（=八百屋の従業員）となる。一方、天国に行った父の×五郎は、死ぬ予定でなかったのに間違って死んだことが神様たち（天国の戸籍係）の調べでわかり、再び地上に帰って来る事になったが、既に体は火葬されて無くなっており、幽霊のままア太郎と暮らすことになる。幽霊になった×五郎の姿はア太郎にしか見えない。
物語は、必ずしも主人公のア太郎ばかりではなく、デコッ八、×五郎、ニャロメ、ココロのボスなどが前面に出て活躍したり騒ぎを起こしたり、時には人情話風の展開を見せることもある。

### 連載の経緯
『天才バカボン』をヒットさせた『週刊少年マガジン』に対抗するため、『週刊少年サンデー』編集部は人気トップで連載中の『おそ松くん』を終了させ、新連載を起こすように赤塚に打診。赤塚は、『おそ松くん』を通常13ページを32ページに増ページして月に1回の連載を続けることを条件に了承した。映画『天国への階段』をヒントに息子と父親の幽霊、下町人情物の漫画を構想。連載前から東映動画からアニメ化の申し入れがあった。しかし、連載がスタートしても読者アンケートでは3位より上がらず、月1連載の『おそ松』がトップだった。人気テコ入れのために×五郎を予定より早く死なせ、デコッ八、ブタ松の登場で人情路線、ココロのボスでナンセンス度を増し、さらにどんなにいじめられてもめげないニャロメが読者の心を掴み、人気トップになった。

### 作品名の由来
武居は著作『赤塚不二夫のことを書いたのだ!!』に、タイトルは丸善石油のCM「Oh!モーレツ」からとり、主人公の名前は漫画が当たってほしいという願いをこめて「ア太郎」と命名したと記されているが、名和広は著作『赤塚不二夫大先生を読む :「本気ふざけ」的解釈』において、CM放送が連載開始後の1969年であるため、タイトルの由来は誤りであると指摘している。名和はまた、前述の資料や、赤塚著『ラディカル・ギャグ・セッション : 挑発する笑いの構造』、『赤塚不二夫展 : まんがバカなのだ : 出展作品図録』（1997年）などでは、名実共に代表作となった『おそ松くん』や連載開始からいきなり大ヒットとなった『天才バカボン』に負けず劣らず、「猛烈に当たろう」という赤塚の切実なる願いがそのままダイレクトにタイトルへと反映されたとしている。

### 派生作品
『ア太郎』には派生作品2本と、スピンオフ作品が1つある。
派生作品
『ア太郎番外 花のデコッ八』
アニメ化決定を記念し『週刊少年サンデー増刊号』1968年10号・1969年お正月号・同年春休み号に連載後、新たに創刊された『デラックス少年サンデー』5月号（創刊号）から9月号まで連載。文字通りデコッ八を主人公にした長編作。設定も初作「マラソンのたたかい」は『ア太郎』本編と同じだが、その後はセールスマン・ガードマン・時代劇など一話限りの設定となり、デコッ八を始め、ア太郎・ブタ松・ココロのボス・ニャロメなどもそれに対応するキャラで登場、また『おそ松』や『バカボン』のキャラもゲスト出演する。
なお作品は『ア太郎』の番外編扱いだが、後述の通りキャラや話を流用してアニメ化した事があり、また『別冊少年サンデー』1970年6月号で「もーれつア太郎特集」を組んだ時、全作品の中から「セールスマンのまき」（単行本『セールスマンの涙』）・「ロボットのミーナちゃんのまき」（同『ミーナはかわいいロボット』）・「カビのはえたやさいのまき」（同『ミニミニデコッ八』）の3本を選んで、『ア太郎』本編作の再掲載版と合わせて再掲載した事があった。
『もーれつア太郎外伝』
原題は「ギャグ+ギャグ」だったが、単行本化の際に改題。毎回4頁（希に6頁）で構成されたショート・ショート作品で、ア太郎は全く登場せず、デコッ八は「スイカ2」のみの登場、そしてニャロメを主人公、ケムンパス・べしを副主人公にした。本編終了直後の『週刊少年サンデー』1970年28号から37号まで連載。
『デラックス少年サンデー』1969年4月号（創刊号）から9月号まで連載。
スピンオフ作品
寺沢大介『ア太郎!』
大人に成長したア太郎とデコッ八たちを描く。作者は寺沢大介、『COMIC MeDu』にて2024年12月6日より連載（「赤塚不二夫公認サイトこれでいいのだ!!」でも告知された）。

## 登場人物

### レギュラーキャラ
ア太郎
声 - 山本圭子（第1作）、丸尾知子（第2作）
八百屋「八百×」（「やおばつ」、店の名前はアニメ第1作からの逆輸入）を営む少年。江戸っ子気質で気風が良く、人情深い親分肌。その人柄を慕う常連客は多い。反面、商売人らしい冷徹な面やデコッ八やニャロメ達をからかう年相応の面も併せ持つ。ア太郎の名前の由来は、×五郎が妻（ア太郎の母）と結婚した際、男の子をたくさん産んで最後に一人女の子を作ろう、と誓った長男であるためで、次男以降は「イ太郎」「ウ太郎」……と命名されるはずだったが、ア太郎の誕生後、原作及びアニメ第1作ではすぐに母親は他界してしまった。アニメ第2作では母親が他界した時期が遅く、第33回前半「思い出のゲンコツ」で幼少期の母親との思い出が描かれている。服装と髪型はバカボンのパパに類似している。アニメ第2作では耳に鉛筆を乗せることが多い。
主人公でありながら、第1作アニメ版の最終回Bパート「おむこさんになりたいのココロ」には、デコッ八とともにまったく登場しなかった。逆に、アニメ第2作最終回後半のエピソード「男を咲かせ！ア太郎一座」では、ア太郎を中心にした人情もののストーリーが展開される。
×五郎（ばつごろう）
声 - 永井一郎、北川国彦（第1作）、はせさん治（第2作）
ア太郎の父親。少年ながら八百屋を切り盛りするア太郎と対照的にグータラ親父として知られている。家業そっちのけで占いに凝っているがほとんど当たらなく、それを利用されてチンピラにそそのかされたことがある。ある日不慮の事故で死んでしまうが、天国役場の不手際により下界に戻って来るものの身体は既に火葬されており、魂のまま下界にとどまる事となった。その姿はア太郎にしか見えず、声もア太郎以外には聞こえないが、デコッ八も×五郎が地獄の鬼に狙われた事件から、姿は見えないものの存在を知るようになる（ものには触れる模様）。気絶したり眠っている人間（動物）に乗り移って意のままに動かすことができ、デコッ八ともスルメに乗り移るなどして話をしている。また乗り移った相手の正体を知る事も出来る。その一方で、幽霊にも関わらず毒が回りやすい体質でもある。アニメ第2作では、ア太郎だけでなく、彼の存在を信じたデコッ八にも姿が見えるようになる。原作では黒い輪郭に青白い姿、アニメ第1作では白い輪郭のみ、アニメ第2作では半透明となっている。
少々頼りないが、ことあるごとにア太郎のピンチを救ってやる息子想いの父親である。特にア太郎がデコッ八と不和になり、ココロのボスにも見放されて自棄になっていたところを、引っ叩いて説教した。ア太郎曰く、「初めて父ちゃんが父親らしいところを見た」。
名前の由来は、×五郎の父親が酔っぱらって出生届を出しに行き、「八五郎」と書くつもりで誤って「×五郎」と書いてしまったためである。
原作、アニメ第1作ともに後半になるにつれて出番がなくなっていった。それでもアニメ第1作の「欠陥神様をしごけニャロメ」では、幽霊を続けるか成仏して神様になるかの二者択一として、「日本神」・「新聞神」・「貧乏神」の落ちこぼれ神様トリオを教育するという、珍しく中心キャラになった。
死去後の話「とうちゃん天国よりかえる」では×五郎の墓が見えるが、墓石には「白斉師占居士」と×五郎の戒名が刻まれている。また同じ墓石には「春菊八百大姉」とも刻まれており、ア太郎の母（×五郎の妻）と同じ墓に埋められた事が分かる。
アニメ第1作第2回Bパート「父ちゃんのもーれつ幽霊」で、元・×五郎のお産婆が×五郎が産まれた直後の事を話す時、「49年前」と言っている事から、享年は49歳である（本人は100年生きるつもりだったが、51年足りなかった）。第2作では50歳（こちらも100年まで50年足りなかった）。
デコッ八
声 - 加藤みどり（第1作）、頓宮恭子（第2作）
岩のように立派な額といがぐり頭を持つ少年。直情的で鉄砲玉のような性格だが、その反面大変情に厚く、困っている人を見ると放っておけない正義漢である。頬にホクロがあるが右にあったり左にあったりする。頭は堅固でギロチンの刃にすら耐える（ただし「石頭チャンピオン」を自称する強盗に負けたこともある）。
時代劇の森の石松に憧れており一本気で男らしく、かつケンカに強いが故に、女の子にもよくモテる。また、周囲がいきり立っている時に、一人冷静な判断をすることがあり、迷子の赤ん坊を保護したニャロメが、赤ん坊のために周囲に嘘をつき、八百×から物を盗もうとした時に、ア太郎とその場にいた大工の熊五郎は怒った（ニャロメは『大工の熊さんが殺された』と嘘をついた）が、デコッ八一人は怒らず、ニャロメから嘘をつく理由を聞き出そうとした。また、ニャロメが「PTAの会長がひき逃げをした」と言うことを最初は信じようとしなかったが、終盤では死ぬまで「ひき逃げ」と言い続けるニャロメの執念深さに同情して、彼を信じた。ア太郎がニャロメと賭けをしてインチキした時もニャロメを信用し、ア太郎を殴った。ニャロメのイタズラが過ぎて逮捕された時も同情していた。
原作及びアニメ第2作ではア太郎が泊まったスキー場の旅館「雪田屋」の主人のデコイチ（声 - 佐藤正治）の息子で、最初はア太郎のことをバカにしていたが、ア太郎のスキーの腕（というより×五郎がうまく動かした）を見てからア太郎を「親分」と呼ぶようになり、そのままア太郎に東京まで付いて来て、子分として八百×で働くようになる。アニメ第2作では借金取りに困ったところ、ア太郎が有り金を全て差し出したことで、原作と同様に心酔した後、子分となり八百×で働くようになる。
アニメ第1作では八百×の近所に住むチンピラであり、しばしば八百×に嫌がらせをするが、×五郎の死後、けなげに八百×を支えようとするア太郎の姿に感動し、原作と同様に子分となり八百×で働くようになる。また、このアニメ第1作の第44話では、とある山奥が田舎であるが、その田舎は悪徳市長（イヤミ）と悪徳工場長（デカパン）のために工場からの排煙や排水で汚染され、更に工場の用地拡大のために、幼馴染（トト子）の家が工場長の息子（チビ太）やその子分（ハタ坊）に嫌がらせを受けていた時が有った。この時は、デコッ八の窮状を聞いて、急遽駆けつけてきたア太郎、ブタ松、ココロのボス、ニャロメらの支援を受け、イヤミ、デカパンらを懲らしめている。
なお原作では当初名前が無く、1968年13号ラストで名前の募集の告知を行い、この名称が付けられた。
デコッ八のキャラクターデザインの原型は、赤塚が1961年に『週刊少年マガジン』で発表した読み切り短編『ダマちゃん』に登場する脇キャラのダボであり、それを1968年当時の赤塚タッチによってリメイクしたものがデコッ八である。
ブタ松
声 - 富田耕生（第1作）、吉村よう（第2作）
ブタ軍団を率いる親分。48歳。もとはやくざの親分であり、ア太郎とケンカ別れをしたデコッ八の威勢のよさを見込み子分にするが、逆にデコッ八に助けられ彼と彼の親分であるア太郎を親分と慕うようになる。(一方で非日常回では会社の社長や親分等、逆にデコッ八の上役として登場することが殆どである。)自身は子分のブタ軍団と共に暮らしている。
原作、アニメ第1作とも初登場時には、背中にブタの入墨（原作とアニメとで図案は若干異なる）をしており「シュコロのブタ松」と名乗っているが、後に入墨は消滅している。目の周囲にパンダのような模様、側頭に縫い目、鼻の下にはバカボンのパパのようなヒゲを持っている。
ケンカはさすがに強く、若い女性に絡んだヤクザ数人を一瞬で叩きのめしたこともある。また、ア太郎たちがピンチの際に、よく助けてくれる。酒癖が悪く、禁酒中。ココロのボスとは犬猿の仲だが、彼の妹の松代（声 - 山口奈々（アニメ第1作）、かないみか（アニメ第2作））がココロのボスに惚れたエピソードがある。
ブ太郎
声 - 野田圭一（第1作）、松井摩味（第2作）
ブタ松の子分ブタの一匹。目が大きく垂れ目なのが特徴。子分ブタの中ではメインとなる事が多い。「キク」（声 - 坪井章子（第1作）、嶋方淳子（第2作））というメスブタに恋をし、子分にさせてもらった事もある。
後に登場した時にはトン次郎と同じ顔だちとなった。
トン次郎
子分ブタの一匹。太い一本眉毛が特徴。故郷に「トン五郎」という弟ブタが存在するも、トン五郎は「兄が人間に殺された」と誤解してア太郎の町の人たちを襲うが、兄と再会して子分になる。
ブー五
子分ブタの一匹。髪を生やしたような頭が特徴。子分ブタの中でも特にメインとなる事が多い。
ブス太郎
「てってい的なひねくれブタ」のみに登場。元はイヤミの飼いブタで、ブタ松に引き取られて子分になるが、イヤミに飼われた理由が「肉屋に売るため」である事からかなりのひねくれ者で、ブタ松達の手を焼かせているため、今度はデコッ八が教育するもうまくいかず、ア太郎と決めた罰ゲーム「出来なかったら裸になって本官さんに小便する」を実行したために風邪をひいて苦しんでる所を見て改心する。その後は立派な子分になった。名前はイヤミに飼われていた頃は「石坂浩二」と言われていたが、ブタ松によって改名された。なお『天才バカボン』にも、「クラスメートルがやってきた」の話のみ登場している。
ブスタング
声 - 北川国彦（第1作）
唯一のウマである子分。密かに子分ブタが拾って育てており、子分の妙な行動を怪しんだブタ松が失明したふりをして全てを知り、正式に子分となった。褒めると蹄で殴り、けなすと殴ってから馬糞をまき散らすのが癖。名前はブタ松が決めたもので、野生馬を意味する「ムスタング」を元に、顔が不細工なのでこの名前にした。一時的レギュラーとなるも、その後は登場しない。アニメでは第1作のみ登場、またアニメ化に当たっては、馬糞をまき散らす癖は排除された。
ココロのボス
声 - 八奈見乗児、大竹宏（第1作のOPのみ）
三人組ギャングのボス。45歳。タヌキにそっくりで尻尾まで生えているが、あくまでも人間と称している。ニャロメと兄弟ではないかとデコッ八にからかわれたり、本官さんからも間違われたことがある。貴族の出であるが、偽札作りがばれて乞食になってしまった。大学時代は寮長の娘スミレに恋するが失恋、太平洋戦争中はサル顔の空軍兵士と特攻隊員となり、アメリカの戦闘機に突っ込むも、アメリカ兵士に捕まって生き延びた。アニメ第1作では、幼少期にフランスのパリで靴磨きをしていたことがあり、その時ギャング組織「ナイカモネシンジケート」一員のイヤミと逢っている。本人曰くイタリア在住経験もあり、アル・カポネに会ったことを自慢にしている。
「ピヨコ」というメスのひよこを養女にし、溺愛している。その溺愛ぶりは、ピヨコに手をかけようとしたもの（犬や猫、中にはチビ太まで）を磔にするほどである。ピヨコがロードローラーに轢かれそうになった際には自らが犠牲になって救い出し、これには×五郎も「さすがは親というだけのことはある」と感心している。また、花や小説を愛しており、将来は小説家になろうとしている。
洒落たスーツに身を包んでいるが、非常に間抜けな性格で、子供のような言動はとてもギャングのボスとは思えない(しかし登場初期にはピストルを使い床屋の店主を脅したり、ア太郎たちに発砲したこともある)。人情に厚く思慮深い面もあり、デコッ八が帰省のため留守にした時、代わりに八百×で店員として働き意外な商売上手振りを発揮して、売り上げを伸ばしたことがあり、その後はア太郎とデコッ八が連れ立って出かける時に、八百×の商売を任された事もある。だが、そのためにア太郎とデコッ八の間に軋轢が生じたのを知ると、仮病で八百×に行かず、二人の仲が修復されるように仕向けた。連載終盤で結婚のための資金として百万円を貯金していたことが発覚し、その金を子分や警官など周囲の人物に数話にわたって狙われ続けた。そして最後には詐欺に遭い、詐欺師をなんとか倒したものの貯金が大幅に減ってしまった。
言葉のところどころにややオカマ口調を入れており、語尾に「〜のココロ」が付く。 「ハァーポックン」「クーダラナーイ」も口癖。また大変舌っ足らずで「バ行」を「パ行」で発音するのが特徴。一人称は「ポク」（時々、「ボクちゃん」になる。短編アニメ「ニャロメ2008」では「アタシ」）。時折、柔道着姿を見せることもあるが、（柔道着の時もネクタイをしている）黒帯をしているところをみると、有段者のようである。ただし、犬猿の仲であるブタ松にはいつも敵わず、尻尾をつかまれては振り回され、投げ飛ばされている。
ココロの子分A
声 - 野田圭一（第1作）、小林俊夫（第2作）
ココロのボスの子分（正式には「コプン」）の一人。本名・A助。長身で痩せている方。ナルシストでおだやかな性格。
ココロの子分B
声 - 田の中勇（第1作）、里内信夫（第2作）
ココロのボスの子分の一人。本名・B助。小柄で太っている方。食いしん坊でわがままな性格。
二人とも人使いの荒いボスに不満を抱いているが、逆らったり見捨てたりすることはない。特に先述の結婚詐欺師が出した「ボスのフィアンセの写真」を見て、当時結婚していた由紀さおり（後に離縁）と見破って、詐欺師の陰謀を暴いた事もあった。アニメ第1作で我慢大会の客として初登場したが、台詞はなくボスも未登場。互いを呼ぶ時は「A助」「B助」だが、B助は稀にA助を「兄貴」と呼ぶ。
ニャロメ
声 - 田の中勇→大竹宏（第1作）、神谷明（第2作）
ア太郎たちの近所にべしやケムンパスと住む野良猫。設定によると、昭和16年生まれの28歳。原作では、当初は話の筋とは関係なく登場し、「ニャロメ」と一言言うだけで引っ込むだけのキャラクターだった。後に初めて物語に絡んだ時には四本足で、セリフも「ニャロメ」だけだったが、次第に二足歩行をし、人間の言葉を操るようになる。体色は原作ではオレンジだが、アニメでは2作とも赤である。
いたずら好きで卑しい上、（人間の）女好きだが、すぐに騙されてしまう純粋な面もある。何かにつけてケムンパスやベシをいじめるが、仲間思いな一面もあり、変わったものを食べるのが趣味の大富豪がベシを食べようとした時には、大金を呈示されても屈せずにベシを守り抜いた。
ア太郎たちを押しのけて彼が主人公となるエピソードが多く、人間の汚いエゴや裏切りを野良猫であるニャロメの視点から風刺的に描いた挿話も多数ある。そのキャラクターゆえ、人間と威勢よく喧嘩となって蹴られたり殴られたりするが、アニメ第2作では暴力的表現が薄くなり、相手（子供）から凄まれて発言がトーンダウンする描写があった。カ行・ナ行・マ行の言葉発声時には必ずキャ行・ニャ行・ミャ行での発音になる。『おそ松くん』では普通の猫らしくしているが、本作では自身をニャンゲン（人間）と称しており、猫と言われると「オレはニャンゲンだニャロメ!!」と反論する。また、恋の相手はニャンゲンのキャワイ子（可愛い子）ちゃんで、「オレと結婚しろニャロメ!シャーワセ（幸せ）にするニャロメ!」と言い、プロポーズするが、いつもア太郎たちにからかわれ、最後には失恋する。グレると不良になったりする場面が多い。しかし「ニャロメを消せ」では、社長の座を乗っ取ろうと企む「副社長」の依頼を受け、心社長（ココロのボス）の抹殺を企てる殺し屋の陰謀を知ったことから殺し屋に追われ、ブタ松共々拉致されるも、ア太郎達に救出されて陰謀を阻止、新副社長に就任するという活躍を見せた。口癖は「ニャロメ!」、「文句あっかい!」、「オレはニャンゲンだニャロメ!」、「オレと結婚しろニャロメ!」。
ケムンパス
声 - 永井一郎、野田圭一（第1作）、難波圭一（第2作）
ニャロメの仲間の毛虫。一人称は「小生」または「あっし」。気が弱い性格。語尾に「〜ヤンス」が付く。話す際に「ケムンパスでヤンス」という口癖が出る。ケムンパスという名前は、赤塚がサロンパスのコマーシャルを見て「毛虫+サロンパス」という組み合わせを思いついたことに由来する。一度ニャロメに食べられたことがあり、それ以後もココロのボス達に食べられそうになったこともある。成虫になることを夢見ているが、いくら脱皮しても成虫にはならないらしい。「八百×」の売り物のキャベツに付いていた雌の青虫に恋をしたが、ケムンパスが待ち合わせの場所に行った時、彼女は既に蛹となっていたために見つけることができず、悲恋に終わった。第1作では31話で初登場、ニャロメにガールフレンドになれと言われて断ったため、叩き潰された。アニメ第2作には話の進行役として登場し、べしと共にドサクサに紛れて登場することが多い。
べし
声 - 富田耕生、神山卓三（第1作）、塩屋浩三（第2作）
ニャロメの仲間のカエル。ヒゲが生えている。ココロのボスの養女ピヨコに惚れている。語尾に「〜べし」が付く。名前の由来は、黒澤明の『七人の侍』の村の長老の台詞、「やるべし」から。恋に落ちると、食欲が進まなくなる。ニャロメが痛い目に遭わされた時になると、ケムンパスと共に状況を冷ややかに見るのが多いが、第1作第64話で八百×と、トト子の魚屋「魚○」を潰そうと企むイヤミとダヨーンが、トト子にニャロメが片思いしているのを利用して片棒を担がせるも、真相を知らないア太郎らによってニャロメがボコボコにされ、その後ア太郎とトト子が仲直りのデートをしているのを見たニャロメがショックになったのを見るなり、（ケムンパス）「これじゃニャロメがあんまりでやんす」（べし）「たまにはニャロメが活躍するのを見たいべし」と、珍しくニャロメに同情したこともある。ケムンパスと同様、アニメ第2作には話の進行役で登場していた。

### ゲストキャラ
福笑い医院（福笑い病院）
声 - 永井一郎（第1作）、田中和実（第2作）
内科、外科などなんでも診る町医者であるが、整形外科ではトンカチやノコギリを使って手術をする迷医。基本的にはヤブ医者なので、患者に殴られたり、女性とのデートでは無思慮で空気の読めないヘタな冗談が原因で相手にふられる場面もしばしばあるが、一方でニャロメが夢遊病だと的確に診断したり、盲目の女性の開眼手術に成功して視力を回復させたこともある。初出は本作だが、後に『天才バカボン』などにも医者役で頻繁に登場する。1977年に出版された赤塚の著書『ギャグほどステキな商売はない』に掲載された「キャラクター333選」では「タレ目医者」として記されていたが、赤塚不二夫公認サイトこれでいいのだ!!においては「福笑い病院の院長」と表記されている。作品ではこの医院に勤める看護師として、『天才バカボン』の本官さんと同じように鼻の穴が一つだけで目のつながっている女性がよく登場しているが、彼女は前出の院長のヘタな冗談に腹をたて、院長をふる女性のひとりとして、最初は描かれていた人物であった。
黒猫のタンゴロー（アニメ第2作では九五郎）
声 - 富田耕生（第1作）、佐藤正治（第2作）
外見もニャロメにそっくりな真っ黒い猫。幼児時代の頃、お袋が人間によって殺されて以来、人間を憎んでいる。ア太郎たちに捕まったとき、ニャロメに助けられる。名前は「黒猫のタンゴ」と「アッと驚く為五郎」が由来になっている。アニメ第2作には「九五郎」という名前で登場した。
天国のおまわりさん
声 - 北川国彦（第1作）、平野正人（第2作）
顔は天才バカボンの本官さんと違うが、性格は同じ。原作とアニメでは×五郎との出会いが異なっており、原作では天国で占いをしている×五郎を見つけ、地獄からの使者を追い払う。アニメ第1作では天国で倒れた×五郎を拾った、アニメ第2作では天国でウロウロしている×五郎を見つけ「頭の輪っかがない」と殴った。第2作では輪っかが取れると大慌てする。
神様
声 - 神山卓三、富田耕生（第1作）、田の中勇（第2作）
天国に住む神様。見た目はあまり威厳のないお爺さん。登場時からしばらくは関西弁を話していた。幽霊の×五郎と親交が深い。たびたび弟子（声 - 野沢雅子、千々松幸子（第1作）、鈴木みえ（第2作））と共に地上に遊びに来る。さまざまな不思議な術を使いこなせる。ア太郎達に危害を与える悪人や強盗を術で懲らしめる一方、遊びのつもりで術を悪用した結果八百×を廃業寸前に追い込み、上司に「魔力封印」の厳罰を課せられたこともあった。そのエピソード中に×五郎が彼に憑依しようと試みる場面があるが、×五郎曰く「まぶしくて入っていられない」らしくすぐに抜け出してしまい失敗に終わる。
熊五郎
声 - 北川国彦、野田圭一、永井一郎（第1作）、佐藤正治（第2作）
ア太郎たちと同じ町内に住む大工。通称「熊さん」。妻と、少なくとも二人の男の子がいる。普段は気の良い人物だが、酒癖が悪い欠点がある。生前の×五郎と仲が良かったが、連載初期は妻がア太郎の人柄に惚れきっていることをあまり快く思っていない様子であった。
熊五郎の妻
声 - 津田まり子、野沢雅子（第1作）、上村典子（第2作）
肝っ玉母さん。気風の良い、典型的な江戸長屋のおカミさんである。ア太郎の人柄に完全に惚れきっており、基本的に八百×以外で野菜や果物を買うことはない。そのことが原因で夫と喧嘩になることもしばしばある。しかし八百×ではなく神様の八百屋に行ったり、アニメ第1作では野菜の値段高騰のためにイヤミが経営する悪徳農業教習所に騙されて、自分の庭で野菜を作ったことがある。アニメ第2作では「とら」と名前が付いている。
ホッカイローのケーコターン
声 - 野沢雅子
場面転換時などで時々登場するハナ垂れ小僧。本名は一切不明。いつも長袖を振りながら、「ホッカイローのケーコターン！」と叫んで走っている。

### その他のスピンオフキャラ
夜の犬を除いて、アニメ第1作と原作のみのキャラクターでアニメ第2作には登場しない。
夜の犬
原作とアニメ第2作に登場。その名の通り、夜に現れて逆立ちする犬。『天才バカボン』にも登場。
レレレのおじさん
声 - 野沢雅子（54話）
原作での出番は少なく、クロスオーバー作品『風雲もーれつ城』では城内の掃除係として登場、デカパン家老を追った逆臣イヤミの前に「おでかけでござるか」と侍言葉で話すが、即座にイヤミに斬り捨てられる。その一方で「天国みやげ」の回では子供になって登場。例によって道を掃除しているが、ニャロメにわざとゴミを捨てられるも、その様子を×五郎から借りた雲の乗り物「天国カー」に乗って空から見ているデコッ八に助けられる。アニメでは江戸町民として初登場したあと、54話では掃除する少年として登場し、69話「ニャロメ恋狂い」では、ニャロメが惚れた異国の少女スカーレットと結婚する妄想場面で、本作のア太郎・デコッ八・ブタ松・熊五郎と共に結婚式の客役で登場したが、後者は台詞はない。
バカボンのパパ
声 - 八奈見乗児（74話）→山田俊司（82話）
原作では出番はそれほどなく、初期作「ブタ松一座」の「夜の場面」で、バカボンに馬乗りして登場、また末期作「だれにもいえないポークの苦しみ」では扉に登場、「ニャロメのぐれてやる」ではラストのコマに登場し、「人をだましちゃいけないのだ!! わしはそんなわるいことはしないのだ!!」と、この話の教訓を発言している。その一方でクロスオーバー作品では、『ア太郎×おそ松 時のかなたの森の石松』で都鳥一家の子分、『風雲もーれつ城』でもーれつ城の殿様と長屋の傘張り職人、「まっ黒しっぽを東京でなおせ!」（原題「最後の休日」）では製薬会社のベテラン社員をそれぞれ演じ、特に『風雲もーれつ城』では、デカパン家老の依頼で傘張り職人が、逆臣イヤミに殺された殿様の替え玉に扮するという、話の重要な役を演じている。この他番外編『花のデコッ八』の「ミーナはかわいいロボット」ではデコッ八の学生寮仲間、「ミニミニデコッ八」ではデコッ八の父親を演じており、また『もーれつア太郎外伝』では、「スイカA」と「百万円でナヌをする」に登場した。アニメ第1作では江戸町民・ニャロメの結婚式の客・空港の整備士・魚屋で登場。
バカボン
原作では先述の「ブタ松一座」と、クロスオーバー長編作『風雲もーれつ城』で傘張り職人の息子を演じたのみ。中盤にア太郎・デコッ八と共にパパに合おうとするも、イヤミの策略で張り付けにされるが助けられ、パパ・ア太郎らと共に逆臣仲間のダヨーンを退治した。『花のデコッ八』の「ミーナはかわいいロボット」ではパパと共に、デコッ八の学生寮仲間で登場、『外伝』の「スイカA」にバカボン一家全員で登場している（ママとハジメも）。アニメでは江戸町民として一瞬登場（台詞はない）。
本官さん
声 - 北川国彦、永井一郎、野田圭一、田の中勇、富田耕生、大竹宏、兼本新吾、はせさん治
鼻の穴が一つだけの目のつながったおまわりさんで、『天才バカボン』ほか多数の赤塚作品に登場。拳銃を連射しながら「タイホするー!!」が口癖。原作およびアニメ第1作では妻子持ちとなっており、警視庁に無許可で交番を個人経営し、拾得物を横領して財産にするという設定があり、また外食はほとんどなく、拾得物である10万円を使って高級レストランで外食した時は、メニューを見て「本を買いに来たんじゃない!」と叫んだり、「五目そば」を注文するという事も行っている。この他「男一匹デコッ八」では、デコッ八の故郷で悪徳市長（イヤミ）の言いなりになっている警官としても登場した。アニメ第2作には、当時『平成天才バカボン』がフジテレビ系列で放送されていたことに加え、そちらにも本官さんが登場していたことから、デザインを変更しての登場となった。担当声優のうち田の中と大竹は、後にアニメ『天才バカボン』第1作でも本官さんを演じている。
六つ子（おそ松、カラ松、チョロ松、一松、トド松、十四松）
声 - 加藤みどり（おそ松）、山本圭子（カラ松、チョロ松）、野沢雅子（一松、トド松）、千々松幸子（十四松）
『おそ松くん』に登場した6人兄弟。江戸町民やジャンボジェット機「つばき号」の客として登場。原作では「アホな強盗の会計係」でハタ坊と共に夜回り役で登場し、ギャングに捕まったア太郎・×五郎を救出した。クロスオーバー長編作では『時のかなたの森の石松』で都鳥一家の子分、『風雲もーれつ城』でお庭番をそれぞれ演じた。担当声優のうち加藤と山本は『おそ松くん』第1作においておそ松とチョロ松の声を担当した。
松造、松代
声 - 北川国彦→八奈見乗児（松造）、千々松幸子（松代）
六つ子の両親。第1作ではハイジャックされた「つばき号」に乗っていた六つ子を心配していた。また、松造は84話ではとある猫の飼い主として登場（この話では松代とは別の妻が登場している）。担当声優のうち八奈見は『おそ松くん』第1作において松造の声を担当した。
イヤミ
声 - 北川国彦、野田圭一、永井一郎
『おそ松くん』より登場。一人称は「ミー」で語尾に「〜ザンス」が付く。悪役を演じることが多く、ココロのボスやダヨーンと手を組んで悪さばかりする話が多い。原作は元よりアニメでも頻繁に登場する。原作の初登場は「アホな強盗の会計係」で、案を練っている小説家で登場、その後も頻繁に登場するが、アニメよりは少ない。また『花のデコッ八』の「フランスイーヌの場合は」では顔がそっくりな犬「アポレオン」が登場、また『外伝』の第1話「シッチャカペッチャカスクール」では、ココロのボスが先生を務めるクラスの生徒役（他にはニャロメ・チビ太・ハタ坊も登場）で登場している。クロスオーバー作では『時のかなたの森の石松』の都鳥親分、『風雲もーれつ城』の逆臣、『まっ黒しっぽを東京でなおせ！』の製薬会社社員で登場している。
アニメでは、「男一匹デコッ八」でデコッ八の故郷の悪徳市長役で初登場、その後は主に悪役で登場、話によってはニャロメを結託させる事もある。その一方で「ヒコーキ泥棒ニャロメ」のジャンボジェット機「つばき号」の機長や、「天国よいとこザンス」の老人などの様な善人を演じる事もある。また「男でござる東海道」の時には「討助」（および先祖の「土地助」）と、唯一「イヤミ」以外の役名で登場した事もあった。最終登場は「ニャロメ偉人伝」で、「偉人になりたい」と考えるニャロメを止めさせようと、ア太郎・デコッ八が連れてきた乞食だったが、実は乞食ではなく大富豪のため、返ってニャロメを発奮させる結果となる。
なお「義理とケンカの板ばさみ」の初版では、同じ『週刊少年サンデー』（1968年11号）に掲載された『おそ松くん』「デカパン市凶状記」から逃亡したイヤミとダヨーンが扉に登場してア太郎と会話しているが、このシーンは単行本化された際に変更されて見られなくなっている。
チビ太
声 - 田上和枝、野沢雅子、富田耕生（57話）
『おそ松くん』より登場。「塀に落書きカキクケコ〜♪」と歌いながら歩き回るおでんが大好きの少年。初登場は「勉強だめのソロバンじょうず」でア太郎のクラスメイト役。クロスオーバー長編作で『時のかなたの森の石松』で森の石松、『風雲もーれつ城』で茶坊主、『まっ黒しっぽを東京でなおせ!』で新薬研究員を演じた他は、出番はあまりないが、たまに目立った活躍をすることもある。アニメではデカパン扮する悪徳工場長の息子で初登場した後「ナイカモネシンジケート」のボスや『おそ松』同様にイヤミとのコンビで悪さする役で登場する。担当声優のうち田上は『おそ松くん』第1作でチビ太の声を担当した。
ハタ坊
声 - 野沢雅子、大竹宏（44話）
頭にハタを乗せ「ハタ坊だジョー」と走り回る少年。初登場は「勉強だめのソロバン上手」でア太郎とチビ太のクラスメイト、その後「アホな強盗の会計係」で夜回りを演じるが、ア太郎・×五郎を救出する時、イヤミと共にどさくさ紛れにギャングの盗金をネコババしようとして失敗するという、『おそ松』でやらなかった事をした。チビ太同様、クロスオーバー長編作以外に出番があまりなく、影は薄いが、たまに思わぬ活躍もする事があり、特に殿様の弟役で登場した『風雲もーれつ城』ではクライマックスで逆臣イヤミを一撃で葬るという活躍を見せた。アニメで悪徳工場長の息子・チビ太の友人の悪ガキとして初登場した以外で出番は少ないが、「江戸っ子対ギャング最大の決戦」では『おそ松くん』での主演作「オメガのジョーを消せ」の「オメガのジョー」を思わせる、「ナイカモネシンジケート」の一員を演じている。
デカパン
声 - 富田耕生、八奈見乗児、神山卓三、田の中勇（57話）
『おそ松くん』より登場。大きなパンツのおじさん。一人称は「ワス」で語尾に「〜ダス」が付く。原作では出番は少ないが、クロスオーバー長編作では『時のかなたの森の石松』で大政（因みに小政はハタ坊）、『風雲もーれつ城』でもーれつ城家老、『まっ黒しっぽを東京でなおせ!』で新薬研究所所長を演じ、また「花のデコッ八」では「デコッ八の地下鉄職場」で、地下鉄専門のスリやドロボウ一味の子分になっていたデコッ八を更生させた私服警官で登場している。アニメでは第1作の「もーれつ江戸っ子祭り」でダヨーン・ハタ坊と共に我慢大会の審査員として初登場（台詞無し）、その後はデコッ八の故郷の悪徳工場長（イヤミ市長の弟）、別の八百屋「八百デカ」主人、モモコ（後述）の父、空港の整備士などを演じた。担当声優のうち神山は『おそ松くん』第1作でデカパンの声を担当した。
ダヨーン
声 - 大竹宏、神山卓三、富田耕生、八奈見乗児（57話）、田の中勇（74話）
『おそ松くん』より登場。口が大きいおじさん。「〜ヨーン」が口癖。イヤミと手を組んだりと、悪役的な役回りが多い。またクロスオーバー長編作では『時のかなたの森の石松』で清水次郎長、『風雲もーれつ城』で逆臣イヤミの協力者、『まっ黒しっぽを東京でなおせ!』で田舎の獣医を演じる。アニメ第1作では「もーれつ江戸っ子祭り」で我慢大会の審査員として初登場（台詞はあったが口癖の「ダヨーン」は言わない）、その後は出番が無かったが、「男でござる東海道」で江戸の侍として登場後に何度か登場する。担当声優のうち大竹、神山の2名はそれぞれアニメ『おそ松くん』第1作、第2作でダヨーンを演じている。
トト子
声 - 山口奈々、杉山佳寿子、堀絢子
『おそ松くん』より登場。六つ子のガールフレンドで魚屋の娘。原作ではクロスオーバー長編作程度で、『時のかなたの森の石松』で清水次郎長の娘、『まっ黒しっぽを東京でなおせ!』で製薬会社OLを演じ、特にOLの時は社長（ブタ松）から製薬会社モルモット（ココロのボス）と付き合う様に言われて嫌がるも、大金を見せられて態度を一変する、アニメ第2作でのキャラに近くなる。一方のアニメ版では「男一匹デコッ八」でデコッ八の幼馴染みとして初登場、続く「男でござる東海道」の楓（討助の妹、声 - 坪井章子）まではおとなしい美少女だったが、「江戸っ子対ギャング最大の決戦」で、別の八百屋「八百源」の孫娘として登場した時から、気の強い少女として登場、またニャロメが人気キャラになった影響で、ニャロメに一目惚れされるキャラとしても登場する様になる。他には魚屋「魚○」の看板娘にしてア太郎の親友、デコッ八に瓜二つの御曹司・赤塚田フジマロの恋人・「つばき号」の乗客の役を担当、「つばき号」の乗客として登場の時は、当初は2人組のハイジャカー・こうもり傘の安（声 - 増岡弘）と森のジャリ松（声 - 北川国彦）相手にも動じなかったが、ハイジャッカーが人質を殺そうとすると「失恋して自殺するつもりで飛行に乗った」と発言してダイナマイトを取り出し、ハイジャッカーを震え上がらせるという、これまたアニメ第2作キャラに近い過激キャラになった。カラー化以後は「ニャロメ偉人伝」だけ登場。カラーOPではア太郎に助けられたり、花を渡している役。
アッコ
『ひみつのアッコちゃん』より登場。ココロのボスが見ていたテレビに登場。この時カラーテレビが白黒テレビにすり替えられていた。アニメではニャロメとデートする少女として登場。
モコ
声 - 坪井章子
『ひみつのアッコちゃん』より登場。デコッ八に大金持ちのお嬢様だと嘘をついて文通をしていた。また、声を担当した坪井は『ひみつのアッコちゃん』第1作で弟・カン吉を担当している。
カン吉
声 - 千々松幸子、堀絢子
『ひみつのアッコちゃん』より登場。モコの弟。
ガンモ
声 - 千々松幸子
『ひみつのアッコちゃん』より登場。ガールフレンドの多いデコッ八に嫉妬している。
聖澤庄之助
声 - 永井一郎、富田耕生
『おそ松くん』をはじめ多くの赤塚作品に登場した中年男性。本作ではココロのボスの大ボスや警官、飛行機の客など様々な役で登場する。

### アニメ版オリジナルキャラ
赤島象三
声 - 大塚周夫
第1作に登場。×五郎の占いの先生。彼の占いは「何でも当たる」というが、最後は×五郎に愛想を尽かされてしまった。
カコ
声 - 千々松幸子
第1作に登場。八百×のお得意先の娘。兄弟仲の良い大学生の兄（声 - 野田圭一）がいる。デコッ八とはお互い好意を持ち彼女の兄も公認の様子で夕飯や休日の山登りに誘っている。カラー版のオープニングではデコッ八に助けられたり、花を渡している役。アニメオリジナルキャラクターとして登場したが、後に原作にも登場した。
小久保彦ェ門
声 - 八奈見乗児
第1作「もーれつ江戸っ子祭り」に登場。江戸時代からの由緒ある植木職人で、「梢」という孫娘と「伝吉」という子分が居る。町の銭湯で湯の温度を高くして一人で入っている所をデコッ八に叱られるが、その気っ風に惚れ込んでデコッ八を養子にして欲しいとア太郎に頼む。無論ア太郎は断るが、×五郎の勧めで養子にされる事になる。だが後日「弁天神社」で行われた我慢大会にア太郎とデコッ八が出場し、2人とも大奮闘、そしてア太郎がリタイアしたのをデコッ八のためにわざとリタイアしたのを見抜き、デコッ八をア太郎の元へ返す事にした。江戸っ子が少なくなった事を悲観していた。
弥助
声 - 八奈見乗児
第1作「八百×最大のピンチニャロメ!」に登場。とある農村で野菜を生産している老人。「弥江」という孫娘がおり、渡し船の船頭をしている。自分の村で生産している野菜を様々な町に売っていたが、3年前に東京で売りに行った帰りに野菜の切れ端が捨てられているのを忠告すると、そこの主婦に「どうせ安いんだから」と一笑されてしまい、その事がトラウマになって東京へ野菜を売らなくなる。イヤミの農業教習所に流れた客を取り戻すべく、ア太郎とデコッ八が野菜を買おうとしても売らなかった。だがその後、本性を露わにしたイヤミが前借りした野菜を強行返済しようとしたため、ア太郎・デコッ八が教習所に通った人らが作った小さな野菜を見せた事から、ようやく野菜を売る決心をした。
赤塚田フジマロ
声 - 野沢雅子
第1作「二人のデコッ八」に登場。大富豪・赤塚田家の御曹司で、顔にホクロが無いのを除けばデコッ八と瓜二つ。庶民の自由な生活に憧れているところを、配達から帰宅中のデコッ八に出逢い、デコッ八も金持ちの生活に憧れていると知って、お互いの立場を入れ替える。しかしフジマロは八百×でとんちんかんな行動をしてア太郎に怪しまれ、デコッ八の方もフジマロの親友であるお嬢様・トト子にからんだ不良を退治してトト子に慕われるが、そのトト子に惚れていたニャロメとココロのボスの連絡で、お互いの正体が分かってしまう。
スカーレット
声 - 坪井章子
第1作「ニャロメ恋狂い」に登場。 アメリカ合衆国の少女で、大阪万博に行った時に迷子になり、新幹線で東京へやって来た。そこで出会ったデコッ八とニャロメに別々に出会いキスをしたため、デコッ八とニャロメは彼女を巡って恋のライバル同士となる。だが、やがて八百×にスカーレットの母親が現れ、スカーレットにはすでにフィアンセがおり、また両名にしたキスは当時の アメリカ合衆国の習慣である事が判明、ニャロメはおろかデコッ八も大ショックとなった（珍しくニャロメの同病相憐れむ相手がいた）。
朝墓ミユ
声 - 杉山佳寿子
第1作「サインはブィーべし」に登場。バレーボール社会人チーム「坐木大和」のメンバーにしてエースアタッカー。必殺技は強烈な雷と共に繰り出すアタック「雷おこし」と、同僚の黒人選手・バンと共に繰り出すアタック「ウルトラY攻撃」。練習を見ていたブタ松一家をバレーで叩きのめすが、ア太郎とデコッ八を加えた再戦では、×五郎の援護で敗北する。
当時放送されていたドラマ『サインはV』のパロディで、キャラの名称は同ドラマの主人公・朝丘ユミのもじり。またバン選手は同作キャラのジュン・サンダース、必殺技「雷おこし」は「稲妻落とし」、「ウルトラY攻撃」は「魔のX攻撃」の、それぞれのもじり。
モモコ
声 - 久川綾
第2作に登場。ア太郎の幼馴染であり、ガールフレンドでもある。容姿は『おそ松くん』のトト子や『ひみつのアッコちゃん』のアッコに似ている。お転婆で男勝りなトト子やおっちょこちょいなアッコとは違い、天然ボケで単純な性格だが、誰にでも優しく接する。ニャロメとデートさせられそうになる話が多い。ちなみに、彼女が3歳の時に雛が死んで、5歳の時に金魚が死んで、8歳の時にインコが死んで……と飼っていたペットが次々と死んだ悲しい過去がある。特に、「モモコのカレは誰だ!?」では飼っていた猫がバイクに撥ねられて死んでしまい、その猫に「カレ」と名付けていたことから、ア太郎が「モモコに彼氏がいた」と誤解し、しばらく塞ぎこんだことがあった。カコと同じく原作にも登場した事があった。
第1作では、「花と少女と江戸っ子」に同名の少女が登場するが別人、ボロアパート「もんなし荘」に住んでいるが病弱で寝たきりであり、部屋につけた鏡で外の様子を見るのが日課になっている。母は3年前に死んで、父（デカパン）がいる。だがア太郎に「もうすぐあの桜が枯れる」「桜が枯れると死ぬ」とつぶやいたため、可哀そうに思ったア太郎がデコッ八・ニャロメと共に桜を造花に変えたので元気を出した。しかし山桜だった花が八重桜に変わっていたので「造花」と見破っていたが、あえて言わなかった。
おまわりさん
声 - 田中和実
第2作に登場。上記の理由で、本官さんの代わりに登場したおまわりさん。顔つきこそかなり違うが性格面は本官さんほぼそのまま。本家同様に上司（声 - 塩屋浩三）がいるため、彼には頭が上がらない。
スダ子、チュー太郎
声 - 嶋方淳子（スダ子）、難波圭一（チュー太郎）
第2作に登場。2人とも顔がタコに似ているカップル。話の筋に関係なく登場するキャラで、第1作の「ホッカイローのケーコターン」と同じ。何故か口からスミを出す事もある。

### 『花のデコッ八』からのキャラ
この2名は番外編『花のデコッ八』のみのキャラではあるが、アニメにも登場しているので取り上げる。
デコちゃん
声 - 野沢雅子
「花のガードマン」に登場。デコッ八の妹で、おさげをしている他は兄にそっくり。気立てが良く働き者で、絵画が得意。だがデコッ八は自分そっくりな妹に不満を持ち、整形手術代を稼ぐべく、ニャロメ班長の元で「ブタ松ビル」のガードマンをしていた。そんなある日ビルに泥棒が侵入、その泥棒は隣人のア太郎で、デコの手術代のために泥棒をしていたと分かり、そこへ弁当を持ってきたデコから、ア太郎に「泥棒は嫌い」と一喝、そして二人が手術代を稼ごうとしていると知ると、「私のどこが良くないの? 私って可愛いわよ」と一言。結局ア太郎は解放されると、改心して野菜売りを初め、デコッ八もニャロメを鳥籠に閉じ込めてガードマンを退職した。
アニメは第1作に登場。まず第83話で兄を慕って八百×に来るが、デコッ八は原作と同じ理由でア太郎と共にニャロメ班長の元で「イヤミビル」の掃除を始める。だがビルに落ちていた時価100万円のダイヤモンドを魔が差して着服するも紛失し、しかもその場面をビルの監視カメラで見られてしまい、ダイヤの代償として八百×買収のピンチに追い込まれるが、実はイヤミと腹心チビ太の策略で、ニセダイヤを利用して八百×を手中に収めようとしており、しかもそれを知ったニャロメが班長を罷免された事からア太郎側に寝返って密告した事で難を逃れ、最後デコは原作と同じ一言を言って帰郷した。
その後第88話で再登場、兄妹の叔父（声 - 田の中勇）が経営する「山ノ下ホテル」の従業員をしていたが、デコッ八からホテルが閉鎖の危機だと知ったア太郎がニャロメ・ケムンパス・べし・ブタ松・ココロ一家・本官さんを連れて泊まりに行くも、閉鎖危機の理由は近所のホテルに従業員を引き抜かれていた事が分かり、しかも新婚カップル・太郎（声 - 野田圭一）と花子（声 - 山口奈々）が泊まりに来たので、仕方なく皆で従業員をなるも失敗続きでカップルを怒らせて大ピンチ、しかし追ってきた×五郎が乗り移った駅長に助けられ、更に本官さんと協力してニャロメらを「悪者」と誤魔化して連行した事で一件落着となった。
ミーナ
声 - 中島千里（第2作）
「ミーナはかわいいロボット」に登場。ア太郎博士が作った少女型お手伝いアンドロイド。学生デコッ八が気に入って入手、部屋の掃除などを手伝って居る内に、デコッ八と相思相愛の仲となる。ところがある日、新たにカコがデコッ八の手伝いになったためミーナを返すも、1年後に公園で軋み音を立てながら掃除をしていたのを目撃。気になって公園の管理所（所長はダヨーン）に交渉するも、所長は「廃品回収所（所長はココロのボス）に売った」と言ったため大急ぎで回収所に行ったが、時既に遅くスクラップと化し、デコッ八は自分がバカだったと号泣した。
アニメでは第2作第29回Bパートで登場。アメリカで作られたものの廃棄処分になっていたところを神様が引き取って改造し、×五郎の頼みでア太郎の元へ届けられて立派に働くが、そこへ来たモモコに「ア太郎は私のご主人」と言った事から険悪な雰囲気となるも、自らモモコの家に行って働く。そこでモモコが将来ア太郎と結婚しようと知ると、モモコから覚えた文字で「さよなら」と置き手紙を残して天国へ去った。
なお第1作第35回では「美奈」（声 - 桂玲子）という人間の少女キャラにアレンジして登場。ココロのボスによってア太郎の元へ届けられて働くも、ブタ松から「ボスが美奈を家に届けられる予定だった」と知らされ怪しみ、前に嫁いだ大橋（声：北川国彦）から話を聞くと、「うちを含めて34軒で働いていた」ことが判明。さらに稼いだ金を自分は貰わず、全額郷里の4弟妹の元へ届いていることも判明する。物語終盤で休まずに働いた疲労感で衰弱のあまり一度は命を落とすが、デコッ八の言葉を聞き入れた神様によって生き返らせる代わりに二度とア太郎達の前には現れないという代償付きで蘇った。

## スピンオフキャラとの共演作
原作やアニメ版第1作には『天才バカボン』や『おそ松くん』など赤塚不二夫作品のキャラが多数登場。
原作では、初期作品「勉強だめのソロバン上手」にア太郎のクラスメイト役でチビ太とハタ坊が登場、また「アホな強盗の会計係」に六つ子とハタ坊が夜回り役、イヤミが案を練っている小説家役で登場し、ギャングに捕まったア太郎と×五郎（この時点ではまだ生きていた）を救出している。その後、初の長編作『時のかなたの森の石松』（原題『ア太郎+おそ松』）では、ダヨーンが清水次郎長、チビ太が森の石松、デカパンが大政、ハタ坊が小政、トト子が次郎長の娘、イヤミ・六つ子・バカボンのパパが都鳥一家でそれぞれ登場し、神様の作った門松型タイムマシンに乗って来たア太郎・デコッ八と出会っている。その後も様々な形で双方のキャラが登場、特に『風雲もーれつ城』や『まっ黒しっぽを東京でなおせ！』（原題『最後の休日』）といった長編作には必ず双方キャラが登場する。
アニメ版第1作では、当初は同じくNET系列局で放送の『ひみつのアッコちゃん』からカン吉、ガンモ、モコちゃんが登場していたが、中期からはイヤミ、チビ太、トト子、本官さん、バカボンのパパ（初アニメ化）などが登場。おおむねイヤミは悪党を演じ、トト子はニャロメに一目惚れされる役で登場する。なお第2作には、『おそ松くん』と『平成天才バカボン』が共にスタジオぴえろ（現・ぴえろ）制作作品かつフジテレビ系での放送となったため、登場することはなかった。

## コミックス
既刊は曙出版（全12巻、1969年12月–）、立風書房 全1巻（1976年1月）、奇想天外社〈奇想天外文庫 全1巻〉（1977年7月）、講談社〈ボンボンコミックス 全11巻〉（1990年3月）、竹書房〈バンブー文庫 全9巻〉（1994年11月）、小学館〈小学館文庫 : 赤塚不二夫名作選 全1巻〉（2005年4月）、eBookJapan 全11巻（2008年11月）がある。
『おそ松くん』同様、曙出版バージョンが一般的に普及した本である。連載作品はもとより、『ア太郎番外 花のデコッ八』と『もーれつア太郎外伝』、そして「週刊少年サンデー増刊号」に掲載された3本と学年別学習雑誌から選ばれた6本が収録、他にもクロスオーバー作品『ア太郎+おそ松 時のかなたの森の石松』と、『赤塚ギャグオールスター』2部作『風雲もーれつ城』と『まっ黒しっぽを東京でなおせ！』も、『ア太郎』の長編作として収録された。また第3巻のラストには、『週刊少年サンデー』1969年13号 - 同年27号に掲載した特集記事「赤塚不二夫のもーれつ劇場」（17号以降は長谷邦夫執筆）の中から、一部を再編集した「イヤミの英語教室」が収録された。
1990年にはアニメ第2作の放送開始を記念し、講談社からKC〈ボンボンコミックス〉レーベルで発売。内容は曙版と同じだが一部掲載されていない作品があり、特に曙版の第11・12巻収録作品（『外伝』を含む）は全く掲載されていない。また、『コミックボンボン』や『テレビマガジン』に連載された作品も収録されていない。
1994年には、竹書房から発売された『天才バカボン』の文庫本が好評だった事から、同社より文庫本として発売。こちらには曙版が全て収録されている（「イヤミの英語教室」は除く）。また、巻末には特集記事として、話に出てきた時事ネタの解説「もーれつ年鑑」が掲載されている。こちらも『コミックボンボン』版や『テレビマガジン』版は未収録。なお、講談社版や竹書房版は『おそ松くん』や『バカボン』同様、サブタイトルや台詞に差別用語が入っているものは書き換えられている。また、第8巻掲載の「ブタ松でござんす死んでもらいやしょう」と、第9巻掲載の「百万円の上流階級」・「警官の生活らくじゃない」の台詞書体は、曙版では少年サンデーに発表当時の書体そのまま（それ故に他の書体とは異なっていた）だったが、竹書房版では他の書体と同じに統一した。
2008年のebookJapan版には、それまで曙版・講談社版・竹書房版に収録されていなかった「ア太郎が死んじゃった」（『週刊少年サンデー』1969年23号掲載）が初収録された。『コミックボンボン』版と『テレビマガジン』版も初収録となる。その一方で学年別学習雑誌版が未収録となった。なお『花のデコッ八』と『外伝』は、これとは別に『ア太郎番外 花のデコッ八』に収録されている。
曙版は『おそ松』の様にレイアウトを変更するのは少なくなったものの、「扉」の改編はかなり多く、先述の様に「扉」を丸ごと改編するのもあれば、台詞を全てカットするのもある。この改編版は以後の単行本にも使用されている。
ebookJapan版の扉とサブタイトルとレイアウトは竹書房版から流用（『花のデコッ八』も同じ）だが、先述の「ア太郎が死んじゃった」や、『コミックボンボン』版と『テレビマガジン』版はオリジナルのまま収録、また『もーれつア太郎外伝』の内、「シッチャカペッチャカスクール」・「サイケ・サイケビーチにて」は扉とレイアウトをオリジナル版に変更、そして「スイカA」はオリジナルの「ニャロメとバカボン」に変更した（これにより「スイカB」は「スイカ」に）。

## アニメ

### 第1作 (1969年)

#### 解説
1969年4月4日から1970年12月25日までNET系列局で放送。全90話。1970年9月25日放送の第77回まではモノクロ放送で、同年10月2日放送の第78回からカラー放送を行っていた（後述）。

#### あらすじ
八百×で真面目に働くア太郎に、自分は占いばかりしているダメおやじの×五郎は親子二人の生活を送っていた。ところが、×五郎がある事故で死んでしまう。×五郎は幽霊としてよみがえりながらも、ア太郎を見守ることにした。

#### 内容
原則として2本立てで、不定期に1本立てとなるが、1970年以降1本立てが多くなり、第67回から第72回までは6連続1本立て（最長）、カラー化された第81回から第85回までは5連続1本立てになった。
原作物の他、脚本家によるオリジナル作品が放送、オリジナル作品はア太郎やニャロメなどのレギュラーキャラだけで構成された他、『おそ松くん』や『天才バカボン』のキャラが客演する作品も存在、その一方原作物は原則として原作に忠実ではあるが、話によっては次の様に「別の話を加えて話を膨らませる」や「オチを変える」などの改編した作品もある。
- 「大当りもーれつ一座」（原作「ブタ松一座」）：途中「ブタ松が一座の会場を出した場所を巡って、ココロ一家とブタ松らがボウリング勝負をする」話を追加。
- 「もーれつ殺しのメロディ」（原作「ブタの殺し屋がやってきた」）：ラスト、殺し屋ブタを雇ったトンカツ屋が、改心して「トンカツ供養」と称してブタの銅像を建てる。
- 「やるべしニャロメは男でやんす」（原作「ニャロメの怒りとド根性」）：ラスト近く、ニャロメがひき逃げをした町内会長（原作は名無し。アニメでは「ワシノ為五郎」）に「ひきニャげ!!」と絶叫した直後、熊五郎夫婦から出された新聞に「為五郎が八百×の売れ残った野菜を買い取り、学校に寄付した」という身も蓋も無い記事が記載されているのを見て、会長の真相が発覚し、その後皆でニャロメを励ます話が追加。
- 「とんでもハプニング」（原作「世の中みんなばかばかり」）：原作では前半しか出番がなかったデコッ八と、ラスト前のみ登場のニャロメの出番を増やす。そしてラスト、病院からの脱走者と医者が実は「ハプニング劇団」団員だと判明と思いきや、その後来た金持ち風の男から「二人とも病院からの脱走者」、そして後から来た院長から「あれも病院からの脱走者」という、どんでん返し連発の話を追加。
- 「札束でぶんニャぐれ」（原作「ア太郎を町からおいだせ」）：ラスト、原作では金持ちに味方したココロのボス・ニャロメ・本官さんの顔腫れあがり（トウガラシ水を浴びる）で終わるのに対し、アニメでは金持ち父子が「金を出しても動かない君達を尊敬する」と言って終わり。
- 「ニャッポン一の変な交番」（原作「警官の生活らくじゃない」）：原作ではレギュラーは本官さんだけの登場なのに対し、アニメでは10万円の届主をココロのボスに変更、また「半年前に1万円を届けた」としてア太郎とデコッ八が登場するなどレギュラーを追加。そしてラスト、原作では明かされなかった「本官さんが個人経営する」理由を、本官さんの妻（声 - 小原乃梨子）が「警察試験に何度も落ちたため」と話した。

#### 声の出演
- ア太郎 - 山本圭子
- ×五郎（ばつごろう） - 永井一郎、北川国彦（第66話）
- デコッ八 - 加藤みどり
- ブタ松 - 富田耕生
- ココロのボス、小久保彦ェ門 、弥助　- 八奈見乗児
- A助、ブ太郎、カコの兄、ナレーター - 野田圭一
- B助 - 田の中勇
- 神様 - 神山卓三、富田耕生（第35話）
- 神様の助手- 野沢雅子、 千々松幸子（第19話）
- デコッ八の妹デコ、赤塚田フジマロ、ホッカイローのケーコターン - 野沢雅子
- 天国のおまわりさん、ブスタング - 北川国彦
- 熊五郎 - 北川国彦、野田圭一（第59話）、永井一郎（第63話）
- 熊五郎の妻 - 津田まり子、野沢雅子（第59話）
- ニャロメ - 田の中勇→大竹宏
- ケムンパス - 野田圭一、永井一郎
- べし - 富田耕生、神山卓三（一部回のみ）
- 福笑い医院、聖澤庄之助 - 永井一郎
- レレレのおじさん - 野沢雅子（第54話）
- バカボンのパパ - 八奈見乗児（第74話）→山田俊司（第82話）
- 本官さん - 北川国彦、永井一郎、野田圭一、田の中勇、富田耕生、大竹宏、兼本新吾、はせさん治
- 六つ子
  - おそ松 - 加藤みどり
  - カラ松、チョロ松 - 山本圭子
  - 一松、トド松 - 野沢雅子
  - 十四松 - 千々松幸子
- イヤミ - 北川国彦、野田圭一、永井一郎
- チビ太 - 田上和枝、野沢雅子、富田耕生（第57話）
- ハタ坊 - 野沢雅子、大竹宏（第44話）
- デカパン - 富田耕生、八奈見乗児、神山卓三、田の中勇（第57話）
- ダヨーン - 大竹宏、神山卓三、富田耕生、八奈見乗児（第57話）、田の中勇（第74話）
- トト子 - 山口奈々、杉山佳寿子、堀絢子
- モコ、キク、楓、スカーレット - 坪井章子
- カン吉、ガンモ、カコ - 千々松幸子
- 松代 - 山口奈々
- 赤島象三 - 大塚周夫
- 美奈 - 桂玲子
- 朝墓ミユ　- 杉山佳寿子
- その他 - 小原乃梨子、朝井ゆかり、野村道子、内海賢二、桂玲子、麻生美代子、白川澄子、矢田耕司、緒方敏也、増岡弘 他

#### スタッフ
- 企画 - 飯島敬（第1 - 26回、第78回 - 終）、江藤昌治（第1 - 52回）、大沼克之（第1 - 77回）、原徹（第53回 - 終）
- 原作 - 赤塚不二夫（少年サンデー連載[注 27]）
- 音楽 - いずみたく
- NETプロデューサー - 宮崎慎一
- 撮影 - 菅谷正昭、高橋宏固、服部正行、熊谷幌史、高梨洋一、山崎茂、島敏之、森山一、阪東昭雄、河合汪、林昭夫、町田賢樹、井出昭一郎、白根基万、山根恵、吉村次郎
- 編集 - 鈴木寛、花井正明、千蔵豊、古村均
- 録音 - 神原広巳、波多野勲、荒川文雄、石井幸夫、小西進、二宮健治
- 効果 - 大平紀義→伊藤道広
- 記録 - 的場節代、田野多文恵、佐伯節子、木俣時子、池田紀代子、二宮橲代、田中千鶴、波多野紘子、馬道子、佐々木礼子、藤原繁子、早見佐代子、小林ふみ子、関根絹代、鈴木素子、熊沢直美、高野ヒサ子
- 選曲 - 宮下滋、賀川晴雄
- 演出助手 - 金子充洋、大網郁夫、西谷克和、中村進治、青鉢芳信、竹内啓雄、山口秀憲、福島一三、山形良治、山吉康夫、佐々木勝利、石井裕文、奥西武、横田和善、伴亨、萩原巧司、寒竹清隆
- 製作進行 - 竹村環三、佐伯雅久、大辻平八郎、磯本憲昭、富岡義和、福島一三、秋山冴子、隅要次郎、渡部一雄、堂山喜史、向坪利次、館浩二、江野沢通之、江藤浩市、堤四四三、平賀みちる、武田嘉昭、豊島勝義、奥村千賀野
- 現像 - 東映化学工業株式会社→東映化学[注 28]
- 製作 → 制作 - 東映動画 → 東映、NET[注 28]

#### 主題歌
オープニング
「花のア太郎」 (JASRACでの正題）
作詞 - 河内洋 / 作編曲 - いずみたく / 歌 - 桂京子（東芝レコード/東芝音楽工業、朝日ソノラマ、エルム）
第78話以降はニャロメ、ココロのボスなどによる合いの手が追加される。
エンディング
「江戸ッ子のスキャット」 (JASRACでの正題）（第1話 - 第26話）
作詞 - 河内洋 / 作編曲 - いずみたく / 歌 - ハニーナイツ（東芝レコード/東芝音楽工業、朝日ソノラマ、エルム）
「ア太郎音頭」 (JASRACでの正題）（第27話 - 第77話）
作詞 - 河内洋 / 作編曲 - いずみたく / 歌 - 加藤みどり（東芝レコード/東芝音楽工業、朝日ソノラマ、エルム）
「ニャロメのうた」 (JASRACでの正題）（第78話 - 第90話）
作詞 - 河内洋 / 作編曲 - いずみたく / 歌 - 大竹宏（東芝レコード/東芝音楽工業、朝日ソノラマ、エルム）
東映ビデオの『東映TVヒーロー主題歌全集』では、曲名は「Go!Go!ニャロメ!!」となっている。
挿入歌
「ココロのボスのうた」
作詞 - 河内洋 / 作編曲 - いずみたく / 歌 - 熊倉一雄（東芝レコード/東芝音楽工業、朝日ソノラマ、エルム）
歌入りは第22回でココロのボスたちが初登場した時に流れたのみ。以後はインストルメンタルで頻繁に使用。
「さるとびエッちゃん」の第14話、いずみたくが音楽を担当した「魔法少女ララベル」の第33話でも本曲が流れた。
「ドリフのズンドコ節」
作詞・作曲 - 不詳 / 補作詞 - なかにし礼 / 編曲 - 川口真 / 歌 - ザ・ドリフターズ（東芝レコード/東芝音楽工業）
第50回「八百×（ばつ）最大のピンチニャロメ!」で、イヤミが肥料の撒き方を教える時に流された。

#### イメージソング
以下は、漫画のイメージソングとして製作されたレコードの収録曲。アニメの主題歌ではない。
「ニャロメのうた」（1969年、日本グラモフォン）
作詞 - 赤塚不二夫 / 作曲 - 熊野千賀夫 / 編曲 - 竹田由彦 / 歌 - 大野進（ニャロメ）
「ケムンパスでやんす」（歌 - たなだひろし）との両A面。12、3万枚を売り上げたという。オリコン62位。
「おれと結婚しろニャロメ」（1970年、ポリドール）
作詞 - 赤塚不二夫 / 作曲 - 熊野千賀夫 / 編曲 - 竹田由彦 / 歌 - 大野進（ニャロメ）、露木美穂（ミーコ）
「ニャロメのマーチ」（歌 - ニャロメ児童合唱団、大野進）との両A面。

#### 視聴率
- 初回視聴率 - 22.0パーセント
- 最高視聴率 - 25.9パーセント（1970年2月20日、1970年3月6日放送）
- 平均視聴率 - 18.3パーセント

いずれもビデオリサーチ調べ、関東地区

#### 各話リスト
| 回 | 放送日        | サブタイトル                      | 脚本       | 演出       | 作画監督   | 美術     |
| -- | ------------- | --------------------------------- | ---------- | ---------- | ---------- | -------- |
| 1  | 1969年 4月4日 | もーれつ息子とグータラ親父        | 辻真先     | 山口康男   | 田島実     | 横井三郎 |
| 1  | 1969年 4月4日 | もーれつワンワン大暴れ            | 辻真先     | 山口康男   | 田島実     | 横井三郎 |
| 2  | 4月11日       | もーれつとうちゃん長生きしろよ    | 雪室俊一   | 田宮武     | 永樹凡人   | 横井三郎 |
| 2  | 4月11日       | とうちゃんのもーれつ幽霊          | 雪室俊一   | 田宮武     | 永樹凡人   | 横井三郎 |
| 3  | 4月18日       | デコッ八のもーれつ子分            | 辻真先     | 西沢信孝   | 国保誠     | 横井三郎 |
| 3  | 4月18日       | 男の中のもーれつ男                | 辻真先     | 西沢信孝   | 国保誠     | 横井三郎 |
| 4  | 4月25日       | もーれつ天国へやってきな          | 雪室俊一   | 白根徳重   | 木村圭市郎 | 横井三郎 |
| 5  | 5月2日        | もーれつネコきち一家              | 小沢洋     | 古沢日出夫 | 昆進之介   | 横井三郎 |
| 5  | 5月2日        | あゝもーれつシゴキ                | 小沢洋     | 古沢日出夫 | 昆進之介   | 横井三郎 |
| 6  | 5月9日        | もーれつにすてきなあの子          | 雪室俊一   | 明比正行   | 落合道正   | 横井三郎 |
| 7  | 5月16日       | もーれつ地獄のもーれつショー      | 辻真先     | 岡崎稔     | 永樹凡人   | 横井三郎 |
| 7  | 5月16日       | ア太郎のもーれつマチガイ          | 辻真先     | 岡崎稔     | 永樹凡人   | 横井三郎 |
| 8  | 5月23日       | 男どうしのもーれつけんか          | 山崎忠昭   | 茂野一清   | 生頼昭憲   | 下川忠海 |
| 8  | 5月23日       | もーれつ親分大売り出し            | 山崎忠昭   | 茂野一清   | 生頼昭憲   | 下川忠海 |
| 9  | 5月30日       | ブタ松のもーれついそうろう        | 山崎忠昭   | 田宮武     | 落合道正   | 横井三郎 |
| 9  | 5月30日       | なぐりこみもーれつブタ松一家      | 山崎忠昭   | 田宮武     | 落合道正   | 横井三郎 |
| 10 | 6月6日        | もーれつかあちゃんやってきた      | 安藤豊弘   | 高畑勲     | 江藤文男   | 下川忠海 |
| 10 | 6月6日        | ブタ松のもーれつお嫁さん          | 安藤豊弘   | 高畑勲     | 江藤文男   | 下川忠海 |
| 11 | 6月13日       | とうちゃんのもーれつロボット      | 小沢洋     | 山口康男   | 田島実     | 横井三郎 |
| 11 | 6月13日       | もーれつ剣豪とうちゃん            | 小沢洋     | 山口康男   | 田島実     | 横井三郎 |
| 12 | 6月20日       | もーれつ社長のもーれつルンペン    | 辻真先     | 明比正行   | 永樹凡人   | 横井三郎 |
| 12 | 6月20日       | 泣くなもーれつカン太郎            | 辻真先     | 明比正行   | 永樹凡人   | 横井三郎 |
| 13 | 6月27日       | もーれつもてもてデコッ八          | 安藤豊弘   | 西沢信孝   | 国保誠     | 穂積勝義 |
| 13 | 6月27日       | もーれつ強盗さようなら            | 安藤豊弘   | 西沢信孝   | 国保誠     | 穂積勝義 |
| 14 | 7月4日        | もーれつ小僧大暴れ                | 辻真先     | 高畑勲     | 落合道正   | 横井三郎 |
| 14 | 7月4日        | 神さまもーれつ大売出し            | 辻真先     | 高畑勲     | 落合道正   | 横井三郎 |
| 15 | 7月11日       | もーれつ借金取り                  | 安藤豊弘   | 古沢日出夫 | 江藤文男   | 横井三郎 |
| 15 | 7月11日       | もーれつコンビのカンニンブクロ    | 安藤豊弘   | 古沢日出夫 | 江藤文男   | 横井三郎 |
| 16 | 7月18日       | もーれつコンビのもーれつビンボウ  | 小沢洋     | 茂野一清   | 落合道正   | 浦田又治 |
| 16 | 7月18日       | もーれつ山賊退治                  | 小沢洋     | 茂野一清   | 落合道正   | 浦田又治 |
| 17 | 7月25日       | もーれつブタのもーれつ騒動        | 鈴樹三千夫 | 白根徳重   | 永樹凡人   | 横井三郎 |
| 17 | 7月25日       | ブタ松一家もーれつピンチ          | 鈴樹三千夫 | 白根徳重   | 永樹凡人   | 横井三郎 |
| 18 | 8月1日        | ビックリシャックリもーれつ遺産    | 雪室俊一   | 明比正行   | 生頼昭憲   | 横井三郎 |
| 19 | 8月8日        | あついょあついもーれつあつい      | 安藤豊弘   | 岡崎稔     | 永樹凡人   | 牧野光成 |
| 19 | 8月8日        | もーれつスナック大売り出し        | 安藤豊弘   | 岡崎稔     | 永樹凡人   | 牧野光成 |
| 20 | 8月15日       | もーれつ江戸っ子まつり            | 雪室俊一   | 山口康男   | 国保誠     | 浦田又治 |
| 21 | 8月22日       | ああもーれつイソウロウ            | 山崎忠昭   | 田宮武     | 国保誠     | 横井三郎 |
| 21 | 8月22日       | もーれつお見合いゴーゴーゴー      | 山崎忠昭   | 田宮武     | 国保誠     | 横井三郎 |
| 22 | 8月29日       | 大当たりもーれつ一座              | 山崎忠昭   | 明比正行   | 国保誠     | 横井三郎 |
| 23 | 9月5日        | もーれつ親分その名はココロ        | 安藤豊弘   | 西沢信孝   | 田島実     | 横井三郎 |
| 23 | 9月5日        | もーれつかわいいピヨコちゃん      | 安藤豊弘   | 西沢信孝   | 田島実     | 横井三郎 |
| 24 | 9月12日       | もーれつニャロメのこねこちゃん    | 鈴樹三千夫 | 白根徳重   | 細田暉雄   | 横井三郎 |
| 24 | 9月12日       | インチキ男のもーれつ天罰          | 鈴樹三千夫 | 白根徳重   | 細田暉雄   | 横井三郎 |
| 25 | 9月19日       | 男と男のもーれつ友情              | 雪室俊一   | 茂野一清   | 落合道正   | 横井三郎 |
| 25 | 9月19日       | もーれつ殺しのメロディ            | 雪室俊一   | 茂野一清   | 落合道正   | 牧野光成 |
| 26 | 9月26日       | もーれつまごころプレゼント        | 三芳加也   | 古沢日出夫 | 江藤文男   | 横井三郎 |
| 26 | 9月26日       | 大売り出しもーれつ大景品          | 三芳加也   | 古沢日出夫 | 江藤文男   | 横井三郎 |
| 27 | 10月3日       | もーれつハンサムつらいのこころ    | 三芳加也   | 西沢信孝   | 落合正宗   | 横井三郎 |
| 27 | 10月3日       | 泣け泣けココロのもーれつブルース  | 三芳加也   | 西沢信孝   | 落合正宗   | 横井三郎 |
| 28 | 10月10日      | やってきたもーれつお馬ちゃん      | 山崎忠昭   | 茂野一清   | 落合正宗   | 横井三郎 |
| 28 | 10月10日      | もーれつノラ馬ブスタング          | 山崎忠昭   | 茂野一清   | 落合正宗   | 横井三郎 |
| 29 | 10月17日      | デコッ八のもーれつショック        | 雪室俊一   | 西沢信孝   | 落合正宗   | 横井三郎 |
| 30 | 10月24日      | 白昼のもーれつ決闘                | 三芳加也   | 永樹凡人   | 永樹凡人   | 横井三郎 |
| 30 | 10月24日      | もーれつ雨降りもーれつ騒動        | 三芳加也   | 永樹凡人   | 永樹凡人   | 横井三郎 |
| 31 | 10月31日      | デコッ八のもーれつペンフレンド    | 安藤豊弘   | 山口康男   | 永樹凡人   | 横井三郎 |
| 32 | 11月7日       | もーれつやさしいココロのココロ    | 辻真先     | 西沢信孝   | 田島実     | 横井三郎 |
| 32 | 11月7日       | 神様のもーれつおルス番            | 辻真先     | 西沢信孝   | 田島実     | 横井三郎 |
| 33 | 11月14日      | もーれつ涙はあついのココロ        | 雪室俊一   | 岡崎稔     | 永樹凡人   | 横井三郎 |
| 34 | 11月21日      | もーれつインチキ坊ちゃん          | 安藤豊弘   | 山口康男   | 田島実     | 横井三郎 |
| 34 | 11月21日      | もーれつ魚つり合戦                | 安藤豊弘   | 山口康男   | 田島実     | 横井三郎 |
| 35 | 11月28日      | もーれつ赤い靴騒動                | 雪室俊一   | 宮崎一哉   | 落合正宗   | 横井三郎 |
| 36 | 12月5日       | もーれつチビシイ柔道修業          | 安藤豊弘   | 高畑勲     | 生頼昭憲   | 横井三郎 |
| 36 | 12月5日       | もーれつざんこくギロチン一家      | 安藤豊弘   | 高畑勲     | 生頼昭憲   | 横井三郎 |
| 37 | 12月12日      | ニャロメのもーれつシャーワセ      | 安藤豊弘   | 山口康男   | 永樹凡人   | 横井三郎 |
| 37 | 12月12日      | 押しかけ恩人もーれつ稼業          | 安藤豊弘   | 山口康男   | 永樹凡人   | 横井三郎 |
| 38 | 12月19日      | もーれつブタのもーれつ悲劇        | 山崎忠昭   | 岡崎稔     | 永樹凡人   | 横井三郎 |
| 38 | 12月19日      | おっ もーれつヨッパライ           | 山崎忠昭   | 岡崎稔     | 永樹凡人   | 横井三郎 |
| 39 | 12月26日      | ココロの親分のもーれつ想い出      | 鈴樹三千夫 | 茂野一清   | 落合正宗   | 横井三郎 |
| 39 | 12月26日      | ココロのもーれつ雪ダルマ          | 鈴樹三千夫 | 茂野一清   | 落合正宗   | 横井三郎 |
| 40 | 1970年 1月2日 | ニャイてたまるか                  | 辻真先     | 西沢信孝   | 落合正宗   | 横井三郎 |
| 40 | 1970年 1月2日 | 悪魔のどキャット                  | 辻真先     | 西沢信孝   | 落合正宗   | 横井三郎 |
| 41 | 1月9日        | メチャクチャマラソン大会          | 辻真先     | 茂野一清   | 田島実     | 横井三郎 |
| 42 | 1月16日       | ひねくれねじくれ意地くらべ        | 雪室俊一   | 山口康男   | 永樹凡人   | 横井三郎 |
| 43 | 1月23日       | 日本一のモノグサ野郎              | 雪室俊一   | 岡崎稔     | 永樹凡人   | 横井三郎 |
| 43 | 1月23日       | ケムンパス危機連発                | 雪室俊一   | 岡崎稔     | 永樹凡人   | 横井三郎 |
| 44 | 1月30日       | 男一匹デコッ八                    | 辻真先     | 高畑勲     | 落合正宗   | 横井三郎 |
| 45 | 2月6日        | 禁じられた恋ニャロメ              | 安藤豊弘   | 宮崎一哉   | 生頼昭憲   | 横井三郎 |
| 45 | 2月6日        | かけた情が仇ニャロメ              | 安藤豊弘   | 宮崎一哉   | 生頼昭憲   | 横井三郎 |
| 46 | 2月13日       | あなたごのみのニャロメになりたい  | 山崎忠昭   | 西沢信孝   | 落合正宗   | 沼井一   |
| 46 | 2月13日       | ライバルをぶっとばせ              | 山崎忠昭   | 西沢信孝   | 落合正宗   | 沼井一   |
| 47 | 2月20日       | 誇り高きニャロメ                  | 雪室俊一   | 山口康男   | 永樹凡人   | 横井三郎 |
| 47 | 2月20日       | ニャロメのマイホーム              | 雪室俊一   | 山口康男   | 永樹凡人   | 横井三郎 |
| 48 | 2月27日       | 男でござる東海道                  | 雪室俊一   | 茂野一清   | 田島実     | 下川忠海 |
| 49 | 3月6日        | 食われてたまるかニャロメ          | 鈴樹三千夫 | 岡崎稔     | 永樹凡人   | 横井三郎 |
| 49 | 3月6日        | 逆襲ねむりねこ                    | 山崎忠昭   | 岡崎稔     | 永樹凡人   | 横井三郎 |
| 50 | 3月13日       | 八百×最大のピンチニャロメ!        | 雪室俊一   | 宮崎一哉   | 落合正宗   | 沼井一   |
| 51 | 3月20日       | ココロの怒りは胸にきけ            | 山崎忠昭   | 高畑勲     | 生頼昭憲   | 沼井一   |
| 51 | 3月20日       | 家庭教師狂騒曲                    | 鈴樹三千夫 | 高畑勲     | 生頼昭憲   | 沼井一   |
| 52 | 3月27日       | ひみつのシッポちゃん              | 辻真先     | 茂野一清   | 古沢日出夫 | 沼井一   |
| 52 | 3月27日       | ニャロメ狂乱すべし                | 辻真先     | 茂野一清   | 古沢日出夫 | 沼井一   |
| 53 | 4月10日       | ケムンパスの恋                    | 辻真先     | 岡崎稔     | 永樹凡人   | 横井三郎 |
| 53 | 4月10日       | デコッ八はぐれ鳥                  | 辻真先     | 岡崎稔     | 永樹凡人   | 横井三郎 |
| 54 | 4月17日       | ニャロメ雲にのる                  | 雪室俊一   | 西沢信孝   | 落合正宗   | 福本智雄 |
| 54 | 4月17日       | スモウ病発生のココロ              | 雪室俊一   | 西沢信孝   | 落合正宗   | 福本智雄 |
| 55 | 4月24日       | トン才教育するベシニャロメ        | 雪室俊一   | 岡崎稔     | 永樹凡人   | 横井三郎 |
| 56 | 5月1日        | 黒猫のタンゴロー                  | 山崎忠昭   | 山口康男   | 田島実     | 横井三郎 |
| 56 | 5月1日        | 初恋ははかないものべし            | 山崎忠昭   | 山口康男   | 田島実     | 横井三郎 |
| 57 | 5月8日        | 江戸っ子対ギャング最大の決戦      | 安藤豊弘   | 岡崎稔     | 永樹凡人   | 福本智雄 |
| 58 | 5月15日       | ガンと一発男のパンチ              | 安藤豊弘   | 西沢信孝   | 落合正宗   | 横井三郎 |
| 58 | 5月15日       | ニャロメ対ココロ カチカチ山の対決 | 安藤豊弘   | 西沢信孝   | 落合正宗   | 横井三郎 |
| 59 | 5月22日       | やるべしニャロメは男でやんす      | 雪室俊一   | 高畑勲     | 生頼昭憲   | 横井三郎 |
| 60 | 5月29日       | どしゃぶりの涙雨ニャロメ          | 辻真先     | 茂野一清   | 古沢日出夫 | 横井三郎 |
| 60 | 5月29日       | 花と少女と江戸っ子と              | 辻真先     | 茂野一清   | 古沢日出夫 | 横井三郎 |
| 61 | 6月5日        | 射ちつ射れつ射つニャロメ          | 鈴樹三千夫 | 岡崎稔     | 永樹凡人   | 福本智雄 |
| 61 | 6月5日        | ゲバダコをさがせ                  | 鈴樹三千夫 | 岡崎稔     | 永樹凡人   | 福本智雄 |
| 62 | 6月12日       | 欠陥神様をしごけニャロメ          | 雪室俊一   | 茂野一清   | 菊池城二   | 横井三郎 |
| 63 | 6月19日       | ニャロメの子守唄                  | 雪室俊一   | 勝田稔男   | 落合正宗   | 福本智雄 |
| 64 | 6月26日       | 男一匹対女一匹                    | 辻真先     | 山口康男   | 田島実     | 福本智雄 |
| 65 | 7月3日        | タパコのココロは命がけ            | 安藤豊弘   | 西沢信孝   | 古沢日出夫 | 横井三郎 |
| 65 | 7月3日        | ニャロメの恋の物語                | 安藤豊弘   | 西沢信孝   | 古沢日出夫 | 横井三郎 |
| 66 | 7月10日       | ザ・ギャードマンニャロメ          | 辻真先     | 岡崎稔     | 永樹凡人   | 横井三郎 |
| 66 | 7月10日       | サインはブィーべし                | 辻真先     | 岡崎稔     | 永樹凡人   | 横井三郎 |
| 67 | 7月17日       | 女はしごくべしニャロメ            | 雪室俊一   | 茂野一清   | 菊池城ニ   | 横井三郎 |
| 68 | 7月24日       | 二人のデコッ八                    | 安藤豊弘   | 勝田稔男   | 落合正宗   | 福本智雄 |
| 69 | 7月31日       | ニャロメの恋狂い                  | 辻真先     | 芹川有吾   | 生頼昭憲   | 福本智雄 |
| 70 | 8月7日        | 怪談八百×ユーレイ                 | 山崎忠昭   | 岡崎稔     | 永樹凡人   | 横井三郎 |
| 71 | 8月14日       | 走れニャロメロス                  | 鈴樹三千夫 | 高畑勲     | 古沢日出夫 | 横井三郎 |
| 72 | 8月21日       | 命短かし恋せよココロ              | 雪室俊一   | 山口康男   | 田島実     | 福本智雄 |
| 73 | 8月28日       | 男ココロの泣きどころ              | 鈴樹三千夫 | 茂野一清   | 菊池城ニ   | 横井三郎 |
| 73 | 8月28日       | とんでもハプニング                | 鈴樹三千夫 | 茂野一清   | 菊池城ニ   | 横井三郎 |
| 74 | 9月4日        | ヒコーキ泥棒ニャロメ!             | 辻真先     | 芹川有吾   | 生頼昭憲   | 横井三郎 |
| 75 | 9月11日       | 泣きドロボーニャロメ              | 鈴樹三千夫 | 西沢信孝   | 落合正宗   | 横井三郎 |
| 75 | 9月11日       | ニャロメを消せ!!                  | 鈴樹三千夫 | 西沢信孝   | 落合正宗   | 横井三郎 |
| 76 | 9月18日       | おれと結婚しろニャロメ            | 鈴樹三千夫 | 勝田稔男   | 石山卓也   | 横井三郎 |
| 76 | 9月18日       | あこがれのニャロメべし            | 鈴樹三千夫 | 勝田稔男   | 石山卓也   | 横井三郎 |
| 77 | 9月25日       | 喰れちゃたまらんべし              | 鈴樹三千夫 | 高畑勲     | 木暮輝夫   | 横井三郎 |
| 77 | 9月25日       | 金にうらみがあるニャロメ          | 鈴樹三千夫 | 高畑勲     | 木暮輝夫   | 横井三郎 |
| 78 | 10月2日       | 札束でぶんニャぐれ                | 雪室俊一   | 岡崎稔     | 永樹凡人   | 横井三郎 |
| 79 | 10月9日       | 瞼の父ゴコロ                      | 雪室俊一   | 茂野一清   | 田島実     | 横井三郎 |
| 79 | 10月9日       | 人類と猫の進歩と調和ニャロメ      | 雪室俊一   | 茂野一清   | 田島実     | 横井三郎 |
| 80 | 10月16日      | 天国よいとこザンス                | 辻真先     | 岡崎稔     | 永樹凡人   | 横井三郎 |
| 80 | 10月16日      | 死んでもらいやしょうのココロ      | 辻真先     | 岡崎稔     | 永樹凡人   | 横井三郎 |
| 81 | 10月23日      | ニャロメ恋に泣く                  | 小川敬一   | 岡崎稔     | 永樹凡人   | 横井三郎 |
| 82 | 10月30日      | ニャロメだ!結婚だ!                | 雪室俊一   | 古沢日出夫 | 石山卓也   | 横井三郎 |
| 83 | 11月6日       | 花のおデコの女の子                | 雪室俊一   | 佐々木勝利 | 生頼昭憲   | 横井三郎 |
| 84 | 11月13日      | おれはシャビしいニャロメ!!        | 山下圭一   | 宮崎一哉   | 江藤文男   | 横井三郎 |
| 85 | 11月20日      | バスは出てゆく煙はのこる          | 辻真先     | 明比正行   | 森下圭介   | 横井三郎 |
| 86 | 11月27日      | ニャロメえり巻とニャル            | 辻真先     | 岡崎稔     | 永樹凡人   | 横井三郎 |
| 86 | 11月27日      | 空とぶケムンパス                  | 辻真先     | 岡崎稔     | 永樹凡人   | 横井三郎 |
| 87 | 12月4日       | ニャッポン一のへんな交番          | 雪室俊一   | 勝田稔男   | 木暮輝夫   | 横井三郎 |
| 88 | 12月11日      | もてもてニャロメべし              | 雪室俊一   | 茂野一清   | 田島実     | 横井三郎 |
| 89 | 12月18日      | ニャロメ偉人伝                    | 雪室俊一   | 宮崎一哉   | 玉沢武     | 横井三郎 |
| 90 | 12月25日      | すごいかわい子ちゃん              | 西川清是   | 高畑勲     | 木暮輝夫   | 横井三郎 |
| 90 | 12月25日      | おむこさんになりたいのココロ      | 西川清是   | 高畑勲     | 木暮輝夫   | 横井三郎 |

#### 放送局
特記の無い限り全て放送時間は金曜 19:30 - 20:00、同時ネット。
- NETテレビ（現・テレビ朝日）
- 北海道テレビ
- 青森テレビ：金曜 17:00 - 17:30[38]
- テレビ岩手：水曜 19:00 - 19:30（1970年5月時点）[39] → 月曜 - 木曜 17:55 - 18:25（1971年8月 - 9月）→ 月曜 - 木曜 18:00 - 18:30 （1971年10月 - 11月）[40]
- 山形テレビ：月曜 - 金曜 17:25 - 17:55（1970年4月 - 5月時点）[41] → 金曜 18:00 - 18:30（1971年時点）[42]
- 東北放送：日曜 9:30 - 10:00（1969年7月 - 11月）[43] → 火曜 17:30 - 18:00（1969年12月から）[44]
- 福島テレビ：水曜 19:00 - 19:30（1969年10月 - 12月）[45]
  - 福島中央テレビ：土曜 19:00 - 19:30（1970年4月 - 9月）[46] → 月曜 - 木曜 17:30 - 18:00（1971年2月 - 4月）→  月曜 - 木曜 16:30 - 17:00（1971年4月 - 6月）[47]
- 新潟総合テレビ：火曜 18:00 - 18:30[48]
- 信越放送：金曜 18:00 - 18:30[49]
- 山梨放送：土曜 17:30 - 18:00[50]
- 静岡放送：（時差ネット）
- 北陸放送：月曜 - 金曜 17:25 - 17:55（1971年に帯放送）[51]
- 福井放送：木曜 17:30 - 18:00（1972年に放送）[52]
- 中京テレビ
- 毎日放送
- 山陰放送：金曜 17:10 - 17:40[53]
- 中国放送：金曜 18:00 - 18:30[54]
  - 広島ホームテレビ：日曜 19:00 - 19:30（1970年10月のサービス放送開始時から。）
- 山口放送：水曜 18:00 - 18:30[55]
- 四国放送：（時差ネット）
- 瀬戸内海放送[54]
- 高知放送：（時差ネット）
- 九州朝日放送[56]
- 長崎放送：金曜 18:00 - 18:30[56]
- 熊本放送：月曜 17:00 - 17:30[56]
- テレビ大分：金曜 18:00 - 18:30（1972年3月時点）[57]
- テレビ宮崎：土曜 19:00 - 19:30[58]
- 鹿児島テレビ：木曜 18:15 - 18:45[58]
- 沖縄テレビ：日曜 14:30 - 15:00[59]

#### 映画
これらはDVD『赤塚不二夫アニメコレクション』にテレビ放送用マスターを使用して収録された。
- もーれつア太郎（1969年7月20日公開）
  - 第3回と第7回Bパート「ア太郎のもーれつマチガイ」をブローアップし、「ア太郎もーれつ大誤解」として再編集。
  - 同時上映は、『空飛ぶゆうれい船』、『飛び出す冒険映画 赤影』、『ひみつのアッコちゃん』、『ニホンザル その群れと生活』の4本。
- もーれつア太郎 ニャロメの子守歌（1970年7月19日公開）
  - 第63回「ニャロメの子守歌」のブローアップ版。
  - 同時上映は、『海底3万マイル』、『タイガーマスク ふく面リーグ戦』、『柔道一直線』、『ひみつのアッコちゃん 涙の回転レシーブ』の4本。

### 第2作 (1990年)

#### 解説
1990年4月21日から同年12月22日までテレビ朝日系列局で放送。全47話（全34回）。第1回から第21回までは1回の放送で1つのエピソードを放送し、第22回から第34回までは1回の放送で2つのエピソードを放送していた。

#### あらすじ
ア太郎と×五郎親子は旅館「雪田屋」に泊まりに来た。そこの主人の息子・デコッ八は当初ア太郎親子をバカにしていたが、借金取りのココロのボスに困っていたところをア太郎に助けられ、彼を親分と認めるようになる。そんな中、×五郎が事故死してしまい、ア太郎は一人で店を仕切ることにした。それでも子分になりたいという気持ちで付いてきたデコッ八と幽霊として復活した×五郎からの助言もあり、ア太郎はこれまで以上に張り切るようになる。
最終回はシリアスな内容となっている。デコッ八が女の子を庇って交通事故に遭い、意識不明となってしまう。神様が言うには「デコッ八の命は今夜まで」とのこと。ア太郎は何とかしてくれと頼む、彼の言葉を聞き入れた神様は「今夜中に町中に花を咲かせることができれば、デコッ八を助けてやる」と約束する。それを聞いたア太郎は無理を承知の上で花を咲かせることを決意する。そこでア太郎は仲間たちに「花を咲かせてくれ」と頼むが、いい考えが思いつかない。ア太郎は「花火を打ち上げればいい」と提案。ア太郎は仲間たちと共に花火を大量に買い、町中に打ち上げた。するとデコッ八は意識を取り戻し、ア太郎と仲間たちが咲かせた花はいつまでも止むことはなかった。

#### 内容
前作が「原則2本立て、不定期1本立て」であるのに対し、本作では第21回までは1本立てで、第22回以降は2本立てに変更、以後1本立てになる事はなかった。
原作や前作でアニメ化された作品に対し、今回はかなりアレンジして放送している話が多く、「神様の八百屋でやんす」（原作「神様コジキとなる」アニメ第1作「神様もーれつ大売出し」）では、原作・第1作に登場しないニャロメとココロ一家を追加し、後半、いたずらのために魔力を一時封印された神様と弟子が、原作と第1作では乞食になるのに対し、本作では八百×の店員となるのに変更（それ以外にも「乞食」のエピソードは削除された）、また「人間は信じニャイ!」（原作「ニャロメのこの世はうらみでいっぱい」第1作「ニャイてたまるか」）では、ラスト近く、ニャロメはア太郎はおろか投獄された囚人にまで裏切られるのに対し、本作ではア太郎に許されるというハッピーエンドに変更された。
前作には無かったアイキャッチが登場。「もーれつスロット」というスロットマシーン風映像となっている。登場キャラと点数は次の通り。
| 点数 | キャラ       |
| ---- | ------------ |
| 0    | おまわりさん |
| 3    | ブタ松       |
| 5    | ココロ一家   |
| 30   | ケムンパス   |
| 50   | べし         |
| 60   | ×五郎        |
| 70   | デコッ八     |
| 80   | モモコ       |
| 90   | ニャロメ     |
| 100  | ア太郎       |

なお1本立て時代はAパートラストとBパート冒頭にアイキャッチが存在していたが、2本立て時代はAパートのみに変更された。
最終回では、第1作ではAパートだけア太郎とデコッ八が登場しないのに対し、本作では全キャラが登場する様になった。

#### 声の出演
- ア太郎 - 丸尾知子
- ×五郎 - はせさん治
- デコッ八 - 頓宮恭子
- ブタ松 - 吉村よう
- ココロのボス - 八奈見乗児
- A助 - 小林俊夫
- B助 - 里内信夫
- 神様 - 田の中勇
- 神様の弟子 - 鈴木みえ（後の一龍斎貞友）
- 天国のおまわりさん - 平野正人
- 熊五郎、黒猫のタンゴロー - 佐藤正治
- 熊五郎の妻 - 上村典子
- ニャロメ - 神谷明
- ケムンパス、チュー太郎 - 難波圭一
- べし、おまわりさんの上司 - 塩屋浩三
- モモコ、ピヨコ - 久川綾
- おまわりさん、福笑い医院 - 田中和実
- スダ子 - 嶋方淳子
- 松代 - かないみか
- ミーナ - 中島千里
- その他 - 水鳥鐵夫、小林通孝、郷里大輔、青野武、神山卓三、丸山裕子、岸野幸正、西原久美子、大野由佳、佐藤智恵、堀川りょう、緑川光、小野坂昌也、渡辺菜生子、鶴ひろみ、野本礼三、龍田直樹、松尾銀三、矢田耕司、富沢美智恵、浦和めぐみ、山田恭子、高山みなみ、高木早苗、高木優佳、田中亮一、冬馬由美、松井摩味、杉山佳寿子、金丸日向子、瀬戸真由美、青羽美代子、石森達幸、江森浩子、坂本千夏、片岡富枝、溝口綾、高乃麗

#### スタッフ
- プロデューサー - 川田方寿、太田賢司（テレビ朝日）、籏野義文、東伊里弥（東映動画）
- 原作 - 赤塚不二夫
- 音楽 - 吉田明彦
- キャラクターデザイン - 直井正博
- 美術デザイン - 椋尾篁
- シリーズディレクター - 佐藤順一
- 製作担当 - 目黒宏、藤本芳弘
- 特殊効果 - 中島正之 → 山本公
- 撮影 - 沖田英一、沖野雅英
- 編集 - 吉川泰弘
- 録音 - 立花康夫
- 効果 - 今野康之（スワラプロダクション）
- 選曲 - 佐藤恭野
- 記録 - 柴八千穂、原芳子、岡本洋、小川真美子
- 演出助手 - 幾原邦彦、五十嵐卓哉、松元忠雄、宇田鋼之介、南波家成沙
- 製作進行 - 松元忠雄、田中雅史、南波家成沙
- 美術進行 - 田村晴夫
- 仕上進行 - 今井政代、山本安佐子、奥山淳、植木知子、清村忠
- 広報 - 園尾佳則 → 森田兆墓（テレビ朝日）
- 現像 - 東映化学
- 制作 - テレビ朝日、東映

#### 主題歌
オープニング
「がってん承知ノ介」
作詞 - 山口のばら / 作曲・編曲 - つのごうじ / 歌・演奏 - 紳助&バスガス爆発楽団（日本コロムビア）
エンディング
「ニャロメのROCK」
作詞 - 園部和典 / 作曲 - 古田喜昭 / 編曲 - つのごうじ / 歌・演奏 - 紳助&バスガス爆発楽団（日本コロムビア）
当初は歌詞テロップはなかったが、6話以降歌詞テロップが表記される。

#### キャラクターソング・イメージソング
第2作の放送に際し、多数のキャラクターソングとイメージソング「もーれつア太郎音頭」が制作された。これらはすべて牧野三朗が編曲した作品で、先述の主題歌とともに1990年9月1日に日本コロムビアから発売されたアルバム『もーれつア太郎 ヒット曲集』に収録されている。
「ダウンタウン・ボーイ」
作詞 - そのべかずのり / 作曲 - つのごうじ / 編曲 - 牧野三朗 / 歌 - ア太郎（丸尾和子）
「わしはMr.×五郎」
作詞 - 栃内淳 / 作曲 - FULTA（古田喜昭） / 編曲 - 牧野三朗 / 歌 - ×五郎（はせさん治）
「ケムンパスとベシの子守歌」
作詞 - そのべかずのり / 作曲 - つのごうじ / 編曲 - 牧野三朗 / 歌 - ケムンパス（難波圭一）、べし（塩屋浩三）
「星を見つめるニャロメ」
作詞 - 高田ひろお / 作曲 - つのごうじ / 編曲 - 牧野三朗 / 歌 - ニャロメ（神谷明）
「ベジタブル・ワンダフルーツ」
作詞 - 栃内淳 / 作曲 - FULTA / 編曲 - 牧野三朗 / 歌 - ア太郎（丸尾和子）
「ココロのボスのココロ」
作詞 - そのべかずのり / 編曲 - 牧野三朗 / 作曲・歌 - つのごうじ
キャラクターソングでは唯一、担当声優（八奈見乗児）以外の歌手が担当。
「ブタ松三度笠」
作詞 - 赤塚不二夫 / 補作詞 - そのべかずのり / 作曲 - つのごうじ / 編曲 - 牧野三朗 / 歌 - ブタ松（吉村よう）
主題歌を含め、唯一赤塚が関わった曲。
「もーれつア太郎音頭」
作詞 - そのべかずのり / 作曲 - FULTA / 編曲 - 牧野三朗 / 歌 - 池田勝紀 / 台詞 - ア太郎（丸尾和子）
第1作の「モーレツ音頭」とは別曲。

#### 各話リスト
| 話数 | 放送日         | サブタイトル                        | 脚本     | 演出     | 作画監督   | 美術              |
| ---- | -------------- | ----------------------------------- | -------- | -------- | ---------- | ----------------- |
| 1    | 1990年 4月21日 | 桜吹雪に舞う赤い風船だ、ニャロメ!   | 雪室俊一 | 佐藤順一 | 小山知洋   | 鹿野良行          |
| 2    | 4月28日        | 少年よ恋をすべし!                   | 雪室俊一 | 梅澤淳稔 | 松本勝次   | 田尻健一          |
| 3    | 5月5日         | 神様の八百屋でやんす                | 岸間信明 | 菊池一仁 | 入好さとる | 鹿野良行          |
| 4    | 5月12日        | ボスのシッポはニャーガイぞ!         | 菅良幸   | 新田義方 | 野口大蔵   | 鹿野良行          |
| 5    | 5月19日        | 義理と人情のデコッ八でやんす        | 雪室俊一 | 佐藤順一 | 八幡正     | 鹿野良行          |
| 6    | 5月26日        | お見合をぶっつぶせ、ニャロメ!       | 菅良幸   | 梅澤淳稔 | 小山知洋   | 鹿野良行          |
| 7    | 6月2日         | ココロの花はウーツクシイのココロ    | 岸間信明 | 菊池一仁 | 松本勝次   | 田尻健一 窪田忠雄 |
| 8    | 6月9日         | それはヒミツ!ニャロメの誕生日だべし | 雪室俊一 | 新田義方 | 入好さとる | 窪田忠雄 大河内稔 |
| 9    | 6月16日        | 泣く子も笑う!ブタ松一家でやんす     | 菅良幸   | 佐藤順一 | 野口大蔵   | 鹿野良行          |
| 10   | 6月23日        | 恋の花咲くジャズダンスだべし        | 岸間信明 | 梅澤淳稔 | 八幡正     | 田尻健一 窪田忠雄 |
| 11   | 6月30日        | ねてる間にポッカンのココロ          | 雪室俊一 | 菊池一仁 | 小山知洋   | 窪田忠雄 大河内稔 |
| 12   | 7月7日         | 犯人はあいつだニャロメ!             | 影山由美 | 新田義方 | 松本勝次   | 鹿野良行          |
| 13   | 7月14日        | ココロのボスにラブレターでやんす    | 岸間信明 | 佐藤順一 | 入好さとる | 田尻健一 窪田忠雄 |
| 14   | 7月21日        | マイホームだ ニャロメ!              | 辻真先   | 梅澤淳稔 | 野口大蔵   | 窪田忠雄 大河内稔 |
| 15   | 7月28日        | 禁じられたゲンコツだべし!           | 影山由美 | 菊池一仁 | 八幡正     | 鹿野良行          |
| 16   | 8月4日         | ブタ松!男涙の里帰りでやんす         | 岸間信明 | 新田義方 | 小山知洋   | 田尻健一 窪田忠雄 |
| 17   | 8月11日        | 暑くて暑くてやつあたりニャロメ!     | 岸間信明 | 佐藤順一 | 松本勝次   | 窪田忠雄 大河内稔 |
| 18   | 8月18日        | 王子と玉子どっちがえらいのココロ!?  | 雪室俊一 | 幾原邦彦 | 八幡正     | 鹿野良行          |
| 19   | 8月25日        | べしはうまいかしょっぱいキャ?       | 影山由美 | 梅澤淳稔 | 小山知洋   | 田尻健一 窪田忠雄 |
| 20   | 9月1日         | 天高くニャロメ恋する秋だべし        | 雪室俊一 | 菊池一仁 | 野口大蔵   | 窪田忠雄 大河内稔 |
| 21   | 9月8日         | ネズミをかったデコッ八のココロ      | 岸間信明 | 新田義方 | 入好さとる | 鹿野良行          |
| 22   | 9月22日        | ふた子のデコッ八                    | 影山由美 | 佐藤順一 | 八幡正     | 田尻健一          |
| 22   | 9月22日        | ア太郎はおぼっちゃま                | 影山由美 | 佐藤順一 | 八幡正     | 窪田忠雄          |
| 23   | 9月29日        | おしかけ母ちゃん                    | 雪室俊一 | 梅澤淳稔 | 小山知洋   | 窪田忠雄          |
| 23   | 9月29日        | ひきょうな親分は許せない!           | 雪室俊一 | 梅澤淳稔 | 小山知洋   | 大河内稔          |
| 24   | 10月13日       | 借金とりを追いかえせ                | 岸間信明 | 菊池一仁 | 松本勝次   | 鹿野良行          |
| 24   | 10月13日       | ニャロメ涙の子守り歌                | 岸間信明 | 菊池一仁 | 松本勝次   | 鹿野良行          |
| 25   | 10月20日       | 黒いニャロメ現る!                   | 雪室俊一 | 新田義方 | 野口大蔵   | 田尻健一          |
| 25   | 10月20日       | 決戦! 金持ちVSア太郎一家            | 雪室俊一 | 新田義方 | 野口大蔵   | 窪田忠雄          |
| 26   | 10月27日       | 走れ友よ! ちかいのマラソン          | 影山由美 | 佐藤順一 | 八幡正     | 窪田忠雄          |
| 26   | 10月27日       | 恐怖の宝さがし                      | 影山由美 | 佐藤順一 | 八幡正     | 大河内稔          |
| 27   | 11月3日        | ア太郎一家最悪の日                  | 岸間信明 | 幾原邦彦 | 小山知洋   | 鹿野良行          |
| 27   | 11月3日        | ブタだって恋をしたい                | 岸間信明 | 幾原邦彦 | 小山知洋   | 鹿野良行          |
| 28   | 11月10日       | カレー屋助っ人大作戦                | 辻真先   | 梅澤淳稔 | 入好さとる | 田尻健一          |
| 28   | 11月10日       | ア太郎を遊ばせろ！                  | 辻真先   | 梅澤淳稔 | 入好さとる | 窪田忠雄          |
| 29   | 11月17日       | 人間は信じニャイ!                   | 雪室俊一 | 菊池一仁 | 松本勝次   | 窪田忠雄          |
| 29   | 11月17日       | ロボット・ミーナの純愛              | 雪室俊一 | 菊池一仁 | 松本勝次   | 大河内稔          |
| 30   | 11月24日       | 10万円でおぼっちゃま追跡!           | 岸間信明 | 新田義方 | 野口大蔵   | 鹿野良行          |
| 30   | 11月24日       | ニャロメとダイヤ                    | 岸間信明 | 新田義方 | 野口大蔵   | 鹿野良行          |
| 31   | 12月1日        | いたずらピヨコちゃん登場            | 影山由美 | 梅澤淳稔 | 八幡正     | 田尻健一          |
| 31   | 12月1日        | べしの初恋物語                      | 影山由美 | 梅澤淳稔 | 八幡正     | 窪田忠雄          |
| 32   | 12月8日        | モモコのカレは誰だ!?                | 雪室俊一 | 佐藤順一 | 小山知洋   | 窪田忠雄          |
| 32   | 12月8日        | 父ちゃんロボットになる              | 雪室俊一 | 佐藤順一 | 小山知洋   | 大河内稔          |
| 33   | 12月15日       | ナマケモノは食うべからず            | 岸間信明 | 菊池一仁 | 入好さとる | 鹿野良行          |
| 33   | 12月15日       | 思い出のゲンコツ                    | 岸間信明 | 菊池一仁 | 入好さとる | 鹿野良行          |
| 34   | 12月22日       | とびっきりXマス                     | 影山由美 | 新田義方 | 松本勝次   | 田尻健一          |
| 34   | 12月22日       | 男を咲かせ!ア太郎一座               | 影山由美 | 新田義方 | 松本勝次   | 窪田忠雄          |

#### 放送局
系列は現在のもの。
| 放送対象地域   | 放送局             | 系列           | ネット形態 |
| -------------- | ------------------ | -------------- | ---------- |
| 関東広域圏     | テレビ朝日         | テレビ朝日系列 | 製作局     |
| 北海道         | 北海道テレビ       | テレビ朝日系列 | 同時ネット |
| 宮城県         | 東日本放送         | テレビ朝日系列 | 同時ネット |
| 山形県         | 山形放送           | 日本テレビ系列 | 遅れネット |
| 福島県         | 福島放送           | テレビ朝日系列 | 同時ネット |
| 新潟県         | 新潟テレビ21       | テレビ朝日系列 | 同時ネット |
| 長野県         | テレビ信州         | 日本テレビ系列 | 遅れネット |
| 山梨県         | テレビ山梨         | TBS系列        | 遅れネット |
| 静岡県         | 静岡けんみんテレビ | テレビ朝日系列 | 同時ネット |
| 中京広域圏     | 名古屋テレビ       | テレビ朝日系列 | 同時ネット |
| 近畿広域圏     | 朝日放送           | テレビ朝日系列 | 同時ネット |
| 島根県・鳥取県 | 山陰放送           | TBS系列        | 遅れネット |
| 広島県         | 広島ホームテレビ   | テレビ朝日系列 | 同時ネット |
| 香川県・岡山県 | 瀬戸内海放送       | テレビ朝日系列 | 同時ネット |
| 福岡県         | 九州朝日放送       | テレビ朝日系列 | 同時ネット |
| 長崎県         | 長崎文化放送       | テレビ朝日系列 | 同時ネット |
| 熊本県         | 熊本朝日放送       | テレビ朝日系列 | 同時ネット |
| 鹿児島県       | 鹿児島放送         | テレビ朝日系列 | 同時ネット |

## テレビドラマ
1985年5月20日にフジテレビの『月曜ドラマランド』枠で、『もーれつア太郎 ニャロメ!!出生の秘密を知ったとき少女に何が起こったのココロ!?』と題して放送された。大映テレビとフジテレビの共同製作。
本作ではア太郎が「山田ア太郎」と名字付きになり、原作に登場しない妹の「アッコ」が登場する。また、ココロのボスは完全な人間キャラとなっている。本作出演の東美江は、かつてモノクロ版の『おそ松くん』に十四松役でレギュラー出演していた。

### キャスト
- 山田ア太郎 - 久保田篤
- アッコ - 荻野目洋子
- ×五郎 - 及川ヒロオ
- ココロのボス - 小松方正
- 子分 - 小倉一郎
- 床屋の角造 - 玉川良一
- 角造の息子たち - ヒップアップ
- 山田スミ子
- ナマケ大作 - 鈴木ヒロミツ
- 石倉三郎
- 出光元
- 横山あきお
- 東美江
- 阿部光子
- 千野敏子
- 荒木里香
- 山本真由美
- 関口まゆみ
- 幸田苗子

### スタッフ
- 原作 - 赤塚不二夫
- 脚本 - 大原豊、奥村俊雄
- 監督 - 山本邦彦
- 音楽 - 小六禮次郎
- 制作 - 大映テレビ、フジテレビ

### 主題歌
「恋してカリビアン」作詞 - 松井五郎 / 作編曲 - 中崎英也 / 歌 - 荻野目洋子

## 舞台
「もーれつア太郎 木枯らしに踊る花吹雪」のタイトルで、2018年12月19日から24日まで東京・俳優座劇場で舞台が公演された。
- 監修：フジオプロ
- 脚本・演出：櫻井智也。
- キャスト（舞台）

- ア太郎 - 林明寛
- デコッ八 - 小沼将太
- ニャロメ - 磯貝龍虎
- タンゴロー - 山沖勇輝
- ユリ子 - 伊藤優衣
- ブタ松 - 開沼豊
- ココロのボス - 堀靖明
- ネコ丸 - 久下恭平
- ネコ吉 - 吉田翔吾
- コプンA - おがわじゅんや
- コプンB - 北島広貴
- 熊五郎の妻 - 大嶋奈緒美
- ヨネ子 - 下村彩
- マスター - 澤唯
- X五郎 - もう中学生

## トリビア
アニメ第1作は当初、制作会社にスタジオ・ゼロを検討していたが、東映動画との共同制作案から同社制作が決まった。
1970年9月放送分（第77回）までは白黒だった。最後のモノクロ作品は『珍豪ムチャ兵衛』（1971年放送）だが、製作は1968年のため本作が事実上20世紀最後にモノクロで製作された国産テレビアニメである。追って2015年に、国産新作モノクロアニメ作品として九州朝日放送にて『暗闇三太』が放送される。1970年代後半以後、再放送は第78回以降のカラー13話分に限定された。1976年10月から同年12月までの再放送（水曜19:00枠）では第78回から第90回までが放送された。
アニメ第1作
アニメ第1作第72回「命短し恋せよココロ」で、「テレビに出たい」と言ったココロのボスが『もーれつモーニングショー』なるワイドショーに出演した。司会者は、元ネタの『モーニングショー』司会者だった奈良和ではなく『アフタヌーンショー』担当の桂小金治になぞらえた。最終回「オムコさんになりたいのココロ」に、銭ゲバこと蒲郡風太郎に似た「銭ケポ」がココロのボスの前に現れ「この世は銭ズラ」と発言している（担当声優は野田圭一）。なお、このエピソードはア太郎とデコッ八が登場していない。
第1作第1回のAパート「もーれつ息子とグータラ親父」は、2016年9月開設のYouTube「東映アニメーション創立60周年記念公式チャンネル」で配信した
アニメ第1作を放送した東映チャンネルは、「フィルムの紛失」を理由に第54回・第67回・第73回の3回を放送していない。後に発売したDVD（ソニー・ミュージックダイレクト）には全話を収録。
アニメ第2作
アニメ第2作は、原作に無いオリジナル要素が数多い。近くの交番の警官が性格は同じだが両目繋がりの警官とは全く異なるデザインを描きおこした。第2話目以後、幽霊になった×五郎の姿がデコッ八に見えるようになったり、ア太郎の固定ガールフレンドのオリジナルキャラ（モモコ）が設定された。
本放送時、直前にフジテレビ系にて同じ赤塚作品の『平成天才バカボン』が番組された。そのため、当時連載中の『コミックボンボン』では「『バカボン』の後に『ア太郎』を見よう！」という案内があった。しかし放送は『バカボン』がローカル枠で（地域限定スポンサードネット扱い）、媒体のテレビ朝日に系列局が少なかったため、地方によって放送日が異なったり、視聴がどちらか一方あるいは両方とも見られなかった。
第22話から第30話まで、アバンタイトルでショートコント「ミニミニシアタースーパーニャン」が放送され、映画『スーパーマン』をパロディ化した。主役はニャロメで、腹部に「ニャ」のマーク、マントをなびかせ颯爽と登場。しかし、必ず自身が惨めな結末になる内容だった。その後、以下の各回で同じ手法を使う。共演（タイトルコールも兼任）はケムンパスまたはベシ。時々ココロのボスや子分たちも現れた。
- 第31話「総天然色ミニシアターニャスラ」（『モスラ』のパロディ）
- 第32話「ひみつ戦隊ゴニャンジャー」（『秘密戦隊ゴレンジャー』のパロディ）
- 第33話「バットニャン」（『バットマン』のパロディ）
- 最終回「荒野のニャンマン」（『荒野のガンマン』のパロディ）

アニメ第2作は2011年4月から東映チャンネルで放送され、同時期に封切られた『これでいいのだ!!映画★赤塚不二夫』では、ブタ松とニャロメを浅野忠信が、ココロのボスを阿部力が、それぞれ演じた。
キャンペーン
「東京シティ競馬」は1999年、ア太郎をイメージキャラクターに採用し、「モーレツあたろう!」というキャンペーンを実施した。テレビCMは、ア太郎の着ぐるみを着た女性が大井競馬場に現れるという設定だった。
富士フイルムは2001年、「instax mini 20 チェキ」のイメージキャラクターとしてニャロメをCMやカタログに使いた。声を担当した西村朋紘は、1998年放送の『アニメ週刊DX!みいファぷー』（1998年放送）でケムンパスやベシと共に狂言回し役で登場している。
日産・キューブ（3代目）はCMキャラクターとして2009年にニャロメ・ケムンパス・ココロのボス・×五郎を起用した。
オマージュ
アニメイベント「AnimeJapan2014」（2014年開催）はラボレーションTシャツを発売。アニメ『のんのんびより』（2013年放送）の登場人物・宮内れんげの挨拶「にゃんぱすー」にちなみ、ニャロメとケムンパスに加え、れんげの3キャラを描いた。
筋肉少女帯は1988年のメジャーデビューアルバム『仏陀L』に楽曲『モーレツア太郎』を収載している。アイロニーに満ちた歌詞に「モーレツア太郎」という単語が出てくるものの、直接、本作とは関係ない。同作のリメイク「モーレツア太郎 '07」はアルバム『新人』に収録（2007年）。

## 出版物
発行年順。
- 赤塚不二夫『デラックス少年サンデー : Deluxe少年サンデー』3巻3号(昭和46年3月)、1971年、NDLJP:000000015670、全国書誌番号:1868342、国立国会図書館書誌ID:000000015670。
- 赤塚不二夫1000ページ『赤塚不二夫全作品』和田誠 責任編集、扶桑社、1998年12月。
  -     - 「おそ松くん」
    - 「もーれつア太郎」
    - 「天才バカボン」
    - 「才バカボンの......レッツラゴン ギャグ・ゲリラ」
    - 「赤塚不二夫自作を語る」1008-1011頁
    - 巻末14-15頁　赤塚、藤雄、山田一郎
- 赤塚不二夫『ニャロメ!! : 「もーれつア太郎」より』藤雄、山田一郎、筑摩書房〈ちくま文庫〉、2003年5月。
- 赤塚不二夫『もーれつア太郎』〈小学館文庫 赤塚不二夫名作選 ; 3〉2005年5月。

### コミックス版
- 赤塚不二夫『もーれつア太郎』1-12号、曙出版〈Akebono-Comics〉、1969-昭和44 エラー: 日付を year と date に分けずに date にまとめて記入してください。（説明）。国立国会図書館書誌ID:000000800555。全12巻
- 赤塚不二夫『もーれつア太郎』1号、立風書房、1976年1月。全1巻
- 赤塚不二夫『もーれつア太郎』1号、奇想天外社〈奇想天外文庫〉、1977年7月。全1巻
- 赤塚不二夫『もーれつア太郎』1-11号、講談社〈ボンボンコミックス〉、1990年3月。全11巻
- 赤塚不二夫『もーれつア太郎』1-9号、竹書房〈竹書房文庫〉、1994年12月。doi:10.11501/14188521 他。全9巻
- 赤塚不二夫『もーれつア太郎』1号、小学館〈小学館文庫 : 赤塚不二夫名作選〉、2005年4月。全1巻
- 赤塚不二夫『もーれつア太郎』eBookJapan〈e-Books〉、2008年11月。全11巻

### スピンオフ
「ア太郎番外 花のデコッ八」
- 「ア太郎番外 花のデコッ八」『週刊少年サンデー』10（増刊号）、小学館、1968年。
- 『週刊少年サンデー』お正月号、小学館、1969年1月。
- 「ア太郎番外 花のデコッ八」『週刊少年サンデー』春休み号、小学館、1969年。

「ア太郎番外 花のデコッ八」『デラックス少年サンデー』第1巻第4号、小学館、1969年8月、doi:10.11501/1822845、国立国会図書館書誌ID:000000015670-d1822845。
「もーれつア太郎外伝」
「もーれつア太郎外伝」『週刊少年サンデー』第12巻25-28（通号599-602）、小学館、1970年6月、国立国会図書館書誌ID:000000010766-i5445718。
「もーれつア太郎外伝」『週刊少年サンデー』第12巻29-31（通号603-605）、小学館、1970年7月、国立国会図書館書誌ID:000000010766-i5445779。
「もーれつア太郎外伝」『週刊少年サンデー』第12巻32-33（通号606-607）、小学館、1970年7月、国立国会図書館書誌ID:000000010766-i5445788。31号は臨時増刊。通号611は欠号（32号-34号）。
「もーれつア太郎外伝」『週刊少年サンデー』第12巻34-36（通号608-610）、1970年8月、国立国会図書館書誌ID:000000010766-i5445851。36号は増刊。通号611は欠号（32号-34号）。
37号は国立国会図書館の収蔵欠号。
寺沢大介『もーれつア太郎！』
寺沢大介「もーれつア太郎！」『MeDu COMICS』、comic-medu、2024年12月、2025年5月18日閲覧。会員制。

### 映像ソフト
DVD
「もーれつア太郎 DVD-BOX」
Vol.1からVol.3にテレビアニメ第1作（全90話）、Vol.4にテレビアニメ第2作（全34話）を収録。
- Vol.1（5枚組）（Sony Music Direct、2007年3月28日、 MHBW-94〜98）
- Vol.2（5枚組）（Sony Music Direct、2007年6月6日、MHBW-204〜208）
- Vol.3（5枚組）（Sony Music Direct、2007年9月19日、MHBW-217〜221）
- Vol.4（6枚組）（Sony Music Direct、2007年12月19日、MHBW-226〜231）

「赤塚不二夫アニメコレクション 映画・TVスペシャル・OVA豪華13本立てなのだ!」
東映まんがまつりで上映された2作を収録した2枚組。（東映ビデオ、2011年5月21日、DSTD-03366）
- 「もーれつア太郎」（1969年7月公開）
- 「もーれつア太郎 ニャロメの子守歌」（1970年7月公開）

「復刻! 東映まんがまつり 1970年夏」（東映ビデオ、2012年9月21日、DSTD-03553）
「もーれつア太郎 ニャロメの子守歌」を収録。
「想い出のアニメライブラリー 第64集 もーれつア太郎」DVD-BOX B01
第1作第1 - 45回を収録。
- デジタルリマスター版（ベストフィールド、2016年11月25日）

「想い出のアニメライブラリー 第64集 もーれつア太郎」DVD-BOX B02 
第1作第46回 - 最終回を収録。
- デジタルリマスター版（ベストフィールド、2016年12月23日）

### その他の発行物
- 『収支日計式簡易帳簿』（公益社団法人納税協会連合会、2000年頃）　広告キャラクターに起用し、近畿2府4県で配布。
- 『もーれつア太郎ココロに花が咲く言葉』（主婦の友社、2010年6月）コミック作品から名シーンや名ギャグを厳選した。